# Portoria

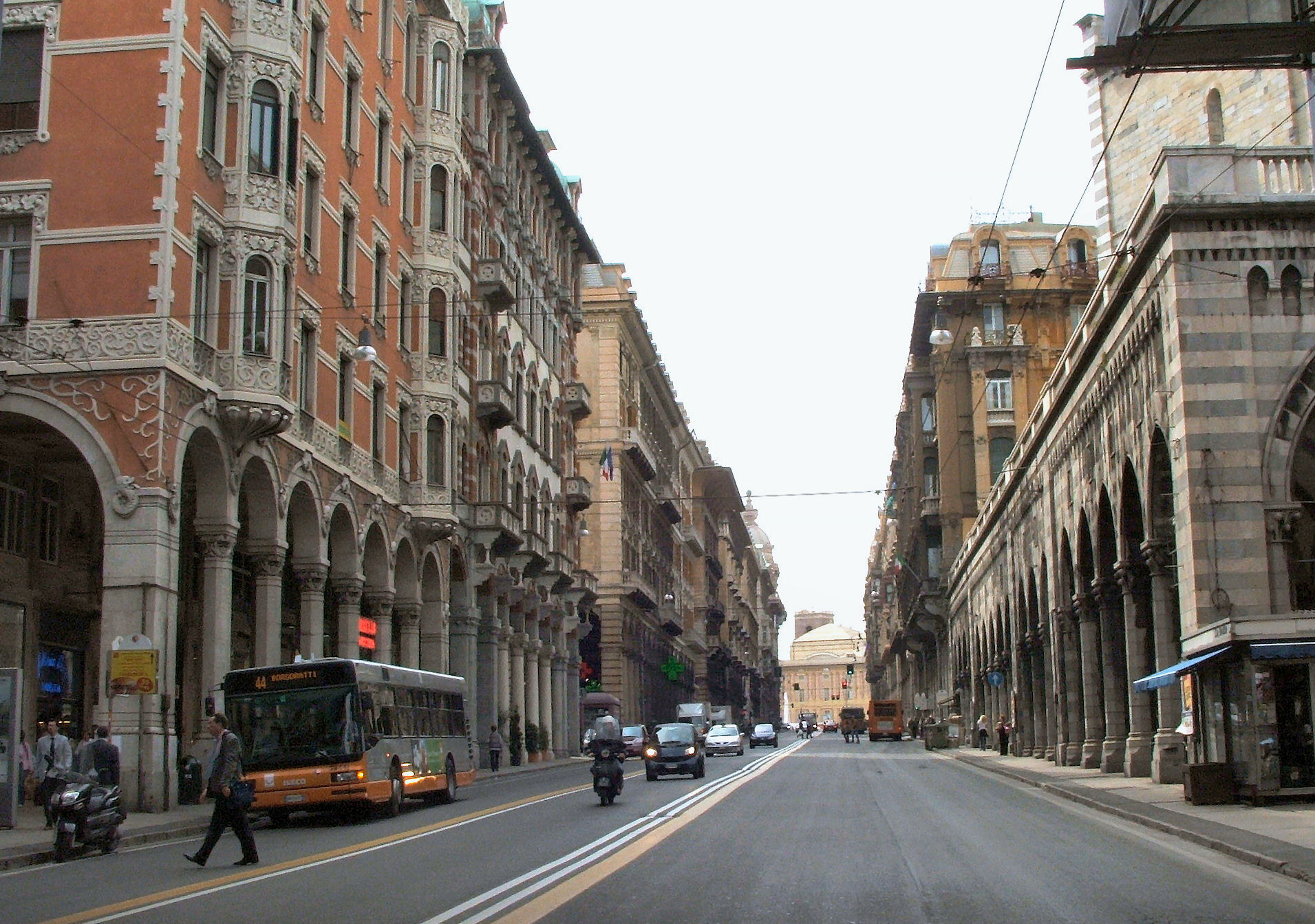
Blick auf die Via XX September mit Ponte Monumentale von der Piazza De Ferrari

Portoria ist ein zentraler Stadtbezirk von Genua, der Administrativ zum Municipio I Centro Est gehört.
Er war eines der Sestieri des historischen Genua. Der Name ist mit dem Aufstand gegen die Habsburger während des österreichischen Erbfolgekrieges am 5. Dezember 1746 verbunden, der mit der berühmten Geschichte von Balilla begann.
Jahrhundertelang war er ein beliebter und abgeschiedener Stadtteil, obwohl er innerhalb der Stadtmauern gelegen ist. Mit der städtischen Expansion des späten 19. Jahrhunderts wurde er zum Zentrum der modernen Stadt. Das Gebiet um Portoria umfasst einige der wichtigsten Straßen und Plätze im Zentrum von Genua: Piazza De Ferrari, Piazza Dante, Piazza Corvetto, Teil der sehr zentralen Via XX Settembre, der Hauptader des Geschäftsviertels von Genua und der Via Roma.

## Beschreibung

### Ortsname
Der Name leitet sich von einem Tor in der sogenannten Barbarossa-Mauer ab, die im 12. Jahrhundert, um 1155, im Hinblick auf die Ankunft des Deutschen Kaisers gebaut wurde. Diese Tor wurde Porta Aurea oder Porta d’Oria genannt (weil es sich am Rande des Besitzes der Familie Doria befindet), ein Name, der im genuesischen zu Portóia verkürzt wurde. Seine Überreste, bestehend aus dem Eingangsbogen und den beiden Türmen, die im 18. Jahrhundert gekürzt wurden, wurden Anfang der 1960er-Jahre mit der städtebaulichen Umgestaltung des gesamten Stadtteils abgerissen.

### Gebiet

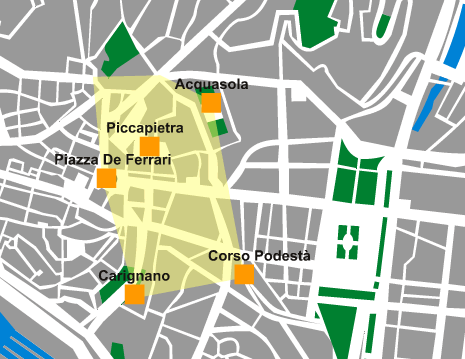
Karte des Bezirks Portoria (einschließlich des Gebietes von Carignano)

Historisch gesehen umfasste die Sestiere von Portoria den Bereich zwischen den Barbarossa-Mauern und den Mauern aus dem 16. Jahrhundert, bestehend aus dem Tal des Rivo Torbido und dem Hügel von Carignano. Der Rivo Torbido ist ein kurzer Bach (seit dem 16. Jahrhundert vollständig überdeckt) der aus dem Hügel von Multedo (im Bereich der Piazza Manin, im Viertel Castelletto) entspringt und in der sogenannten „Brust des Janus“ (heute vergraben und im Hafengebiet einbezogen) ins Meer mündet und unterhalb der Via Palestro, der Piazza Corvetto, der Via V Dicembre, der Piazza Dante und der Via Madre di Dio fließt.
Mit der Gründung der Bezirke im 20. Jahrhundert wurde der Bezirk Portoria mit dem Bezirk San Vincenzo, einem weiteren historischen Stadtteil, fusioniert, wodurch der Bezirk „Portoria“ entstand, der in die „Stadtviertel“ von „San Vincenzo“ und „Carignano“ unterteilt ist, die beide zum Municipio I Centro Est gehören.
Das Gebiet von Portoria selbst umfasst ein unregelmäßiges Viereck mit der Piazza Corvetto, Piazza De Ferrari, Piazza Dante und der Ponte Monumentale an der Spitze. Im Westen grenzt er an die Bezirke Molo und Maddalena, im Osten an San Vincenzo, im Norden an Castelletto und im Süden an Carignano.

## Bevölkerungsentwicklung
Per 31. Dezember 2016 zählte das Gebiet des ehemaligen Bezirks Portoria 12.492 Einwohner, davon allein 5.241 im „Stadtviertel“ von San Vincenzo, das, wie bereits erwähnt, auch das Zentrum des alten Bezirks Portoria umfasst.
Die verfügbaren historischen Daten beziehen sich auf den ehemaligen Stadtteil Portoria als Ganzes, mit den beiden Stadtvierteln S.Vincenzo und Carignano. Die Bevölkerungsentwicklung des ehemaligen Stadtteils wird von den städtischen Veränderungen beeinflusst. Die Bevölkerung, 35.877 Einwohner bei der ersten Volkszählung von 1861, stieg 1901 auf ein historisches Maximum von 40.260. Seitdem hat mit der Umwandlung dieser alten Arbeiterviertel in ein Wirtschafts- und Dienstleistungszentrum ein deutlicher demografischer Rückgang eingesetzt. Die Bevölkerung, von 35.007 im Jahr 1936, ist auf 20.021 im Jahr 1961 zurückgegangen und hält beim derzeitigen Stand von 12.492. Davon 5.241, wie bereits erwähnt, allein im Stadtviertel von San Vincenzo.

## Geschichte
Heute bezieht sich der Name Portoria auf das Viertel Piccapietra, benannt nach dem gleichnamigen Platz, im Herzen der modernen Stadt, aber seine Geschichte ist alt. Durch die Kriegsschäden und vor allem durch die Bauspekulation wurden die alten Handwerkerhäuser, die kleinen Gassen und Plätze zerstört und die Bevölkerung entwurzelt.
Das Viertel hat sich vom 14. bis 18. Jahrhundert um die vielen Handwerkszünfte herum entwickelt, die in den historischen Zentren außerhalb der Stadtmauern angesiedelt waren und im Mittelalter auf kirchlichem Grundbesitz errichtet wurden. Ein weiterer wichtiger Bezugspunkt im Viertel waren die beiden Krankenhäuser Pammatone und Incurabili, die vom Ende des 15. Jahrhunderts bis zu den ersten Jahrzehnten des 20. Jahrhunderts aktiv waren.
Die städtebaulichen Aktivitäten des letzten Jahrhunderts haben das bereits bestehende städtische und soziale Gefüge systematisch zerstört, was zum fast vollständigen Verschwinden der historischen Kerne von Piccapietra, Ponticello und Borgo Lanaioli führte, von denen im heutigen Stadtteil, der hauptsächlich für geschäftliche und kommerzielle Zwecke genutzt wird, nur noch wenige fragmentarische Zeugnisse erhalten sind.

### Ursprünge
Ein großer Teil des Gebietes des heutigen Bezirks Portoria war in vorrömischer Zeit (vom 6. bis zum 3. Jahrhundert v. Chr.) eine riesige Nekropole, die sich von der Ebene von Sant'Andrea bis zum gleichnamigen Hügel und dem Gebiet, in dem sich später die Kirche des S. Stefano befinden sollte, erstreckte. Die Überreste dieser Bestattungen wurden beim Bau der Via XX Settembre entdeckt. Die Gräber, ähnlich wie die etruskischen, zeugen von der Anwesenheit der Etrusker zur Bewachung der Hafenbucht entlang der Route nach Marseille, um die herum sich die ursprüngliche Siedlung gebildet hat.
Auf diesem Gebiet, das sich außerhalb der ersten Stadtmauern befand, wurde zuerst die Abtei von Santo Stefano, (9. Jahrhundert) errichtet, zu der ein riesiges Landgut gehörte. Die ersten Häuser wurden Mitte des 12. Jahrhunderts gebaut, als die Stadt mit einer neuen Mauer namens Barbarossa ausgestattet wurde, die die Porta Soprana und die Porta Aurea umfasste. Im 14. Jahrhundert wurden einige Häuser gebaut, um die Handwerker unterzubringen. Gleichzeitig wurde diese Siedlung auch in eine neue Stadtmauer integriert.
Diese städtischen Zentren waren vom Spätmittelalter bis ins 18. Jahrhundert die Heimat zahlreicher Zünfte, darunter die der Färber, nach der eine Gasse im alten Viertel benannt war, welche nach den Zerstörungen des 20. Jahrhunderts verschwand.
Im 17. Jahrhundert wurde im Viertel die Via Giulia durch Erweiterung der „Strada Felice“ eröffnet und die erste Verbindung zwischen dem Zentrum und dem unteren Val Bisagno hergestellt wurde. Die Erschließung dieser sieben Meter breiten Straße, war für diese Zeit eine außergewöhnliche Maßnahme, denn sich machten den Abriss zahlreicher Gebäude erforderlich. Um die Streckenführung der Straßen zu verbessern wurde Ende des 19. Jahrhunderts die Via XX Settembre gebaut.
1684 wurde das ursprüngliche Viertel aus dem 15. Jahrhundert durch den französischen Marinebombardement fast vollständig zerstört und in kurzer Zeit mit Hilfe des Staates wieder aufgebaut.

### Die Spitäler von Portoria
Zwischen dem 15. und 16. Jahrhundert entstanden in der Gegend von Portoria die beiden Giustiniani-Krankenhäuser. Sie waren mehrere Jahrhunderte lang der wichtigste Anlaufstelle der städtischen Gesundheitsversorgung und existieren heute nicht mehr. Damals spendeten in den italienischen Städten viele wohlhabende Menschen, aus religiösen Gründen oder einfach vom Wunsch zum Wohl der Stadt beizutragen, einen Teil ihres Erbes für Maßnahmen zugunsten der bedürftigsten Menschen. Diese gemeinnützigen Initiativen versuchten die durch die schwierigen Lebensbedingungen der Armen, die die Mehrheit der Bevölkerung ausmachten, verursachten Gebrechen im Rahmen der damaligen Möglichkeiten zu mildern. In diesem Zusammenhang werden Bartholomäus Bosco und Ettore Vernazza, Gründer des Krankenhauses von Pammatone und das „der Unheilbaren“, genannt.

#### Spital von Pammatone
Das Krankenhaus von Pammatone, für fast fünf Jahrhunderten das Hauptkrankenhaus der Stadt, wurde 1422 von Bartolomeo Bosco gegründet. Ab 1471 sollte es auf Geheiß des Senats der Republik die vielen kleinen Krankenhäuser ersetzen, die über die ganze Stadt verteilt waren.
Zwischen 1478 und 1510 lebte Katherina von Genua im Krankenhaus und widmete sich der Krankenpflege und der Verwaltung des Gebäudes, dessen Leiter sie auch war.
Das Krankenhaus wurde 1758 durch die Spenden zahlreicher Wohltäter erweitert, insbesondere der Adligen Anna Maria Pallavicini, die mit einem Vermächtnis von 125.000 genuesischen Lira den Beginn der Arbeiten ermöglichte.
Zu Beginn des 20. Jahrhunderts wurden die Aktivitäten und Funktionen auf das neue Ospedale San Martino übertragen und die alten Gebäude von Pammatone wurde zum Sitz der Fakultät für Wirtschaft und Handel der Universität Genua. Von den Bombenangriffen des Zweiten Weltkriegs fast vollständig zerstört wurde die Reste in den 1960er-Jahren abgerissen. An der Stelle des Spitales aus dem 18. Jahrhundert wurde der neue Justizpalast gebaut, in dessen Inneren sich der Säulenhofes und die monumentalen Treppe des alten Krankenhauses befindet.

#### Krankenhaus der Unheilbaren
Das „Ospedale degli Incurabili“ oder „dei Cronici“, im Volksmund „Spedaletto“ genannt, wurde 1499 von Ettore Vernazza gegründet und war vier Jahrhunderte lang die wichtigste genuesische Institution zur Betreuung chronisch und psychisch Kranker.
Ursprünglich für die Aufnahme von Syphilis-Patienten gedacht, einer sexuell übertragbaren Erkrankung, die sich in diesen Jahren in Europa zu verbreiten begonnen hatte, durften in den Jahrzehnten nach der Gründung auch Epileptiker und Geisteskranke behandelt werden.
Der große Komplex, zu dem auch die Kirche S. Colombano aus dem 13. Jahrhundert und das angrenzende Kloster gehörten, war bis in die 1920er-Jahre in Betrieb. Danach wurden die Tätigkeiten in das neue Ospedale San Martino verlegt aber bereits 1841 waren die meisten psychiatrischen Patienten in das neue Heim, das im Gebiet von San Vincenzo gebaut wurde, verlegt worden.
Halb zerstört durch das Bombardement des Zweiten Weltkriegs, wurde der Rest des Komplexes in den 1960er-Jahren abgerissen, als das moderne Geschäfts- und Gewerbegebiet Piccapietra gebaut wurde.

### In Portoria begann Balillas Revolte

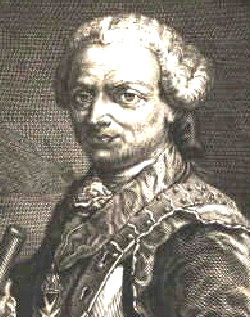
Antoniotto Botta Adorno

Das alte Portoria ist bekannt für den Aufstand der Genueser gegen die österreichisch-piemontesische Armee, die die Stadt am 5. Dezember 1747 unter der Kommando des kaiserlich Beauftragten (Plenipotentiar) Antoniotto Botta Adorno besetzte. Der Auslöser des Aufstandes war ein kleiner Junge, der ein Jahrhundert später als Giovan Battista Perasso, genannt Balilla identifiziert wurde.
Diese Begebenheit ist Teil des österreichischen Erbfolgekrieges, an dem die Republik Genua neben den Franzosen und Spaniern gegen das Herzogtum Savoy und Österreich beteiligt war.
Im September 1746 hatten die Österreicher unter General Botta Adorno die Stadt besetzt. Am 5. Dezember überquerte eine Gruppe österreichischer Soldaten die Straßen des Stadtteils und schleppte einen schweren Mörser über die Straße von Portoria, der zur Kontrolle über die Stadt von den Höhen von Carignano an einen anderen strategischen Punkt gebracht werden musste.

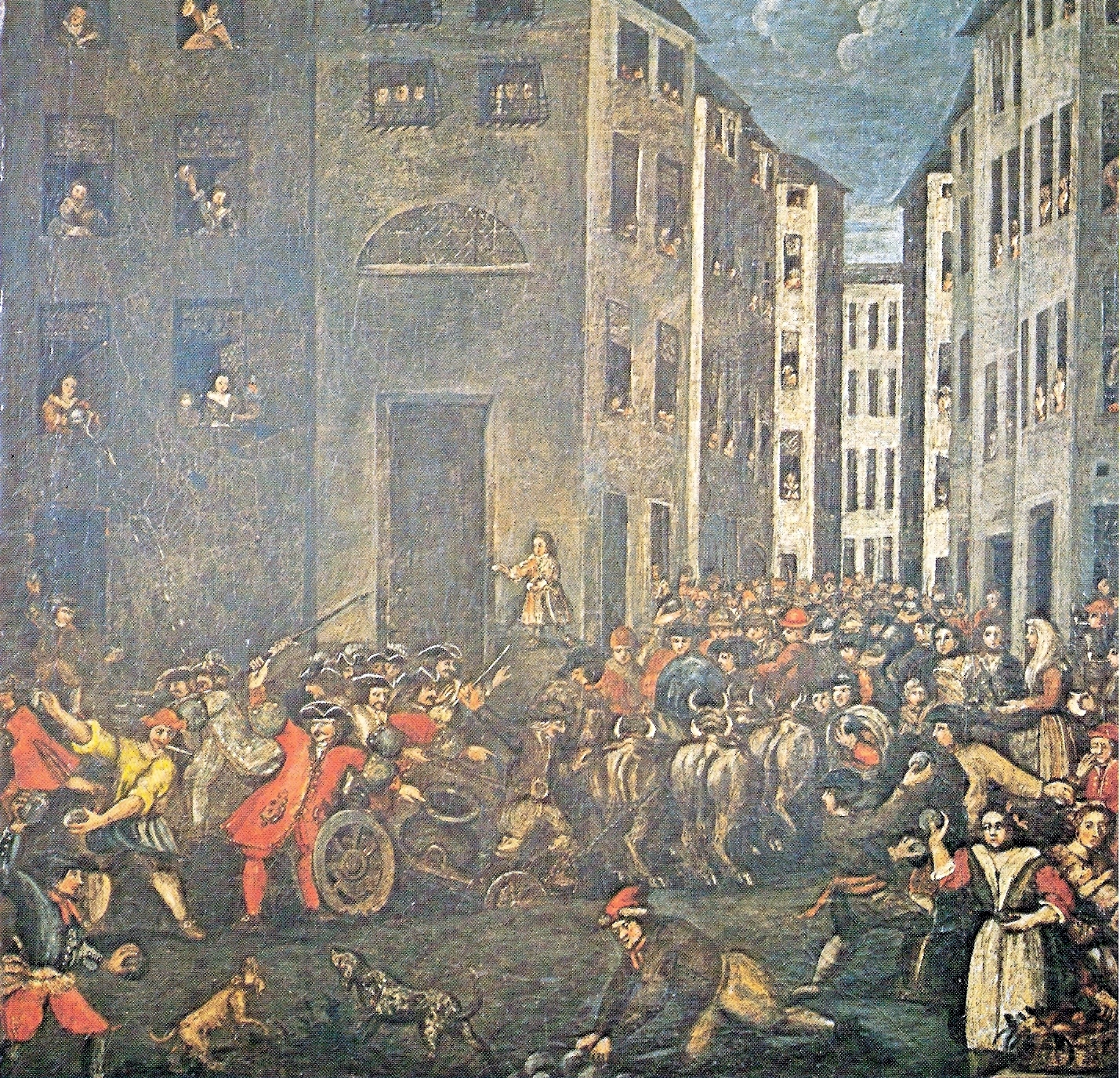
Der Aufstand in Portoria gegen die Habsburger auf einem Gemälde von Giuseppe Comotto. In der Mitte ist Balilla dargestellt.

Der Mörser versank unter dem Gewicht in den durch Regen aufgeweichten Straßen und die Soldaten forderten die Einheimischen zur Hilfe auf, indem sie diese anschnauzten. Als ein Unteroffizier einen Stock gegen einen zu gehorchenden Mann hob, begann der Aufstand.

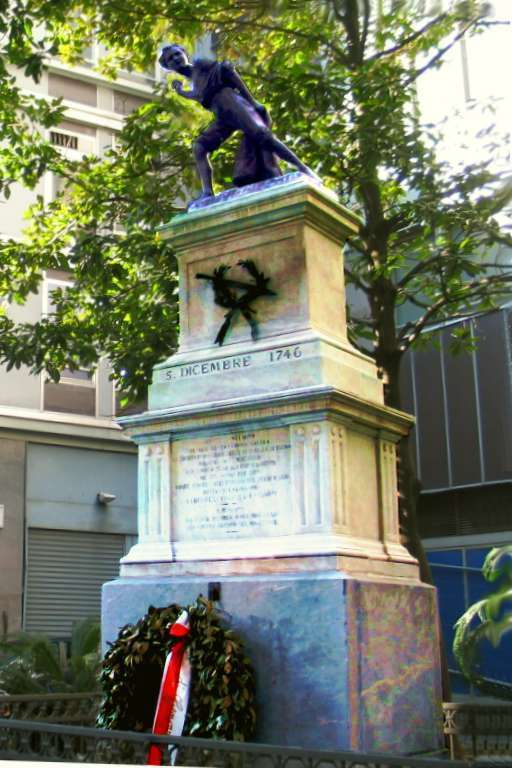
Balilla-Denkmal

Mit dem Ruf „Che l'inse?“ (das heißt dass du damit anfängst ?), warf ein Junge den ersten Stein, gefolgt von einem Regen von Pflastersteinen, der auf die Soldaten geworfen wurden, die dadurch gezwungen waren den Mörser aufzugeben und zu fliehen.
Eine Marmortafel, die lediglich das Datum 5. Dezember 1746 zeigt überlebte die Zerstörung des Stadtviertels, markiert den Ort dieses Ereignisses und befindet sich heute in der Mitte der Straße an der Kreuzung der Via V Dicembre (der alten Straße von Portoria, die zur Erinnerung an den historischen Tag umbenannt wurde), der Via E. Vernazza und der Via delle Casacce.
Eine Bronzestatue von Balilla, von Vincenzo Giani (1831–1900) wurde 1862 an dem Ort aufgestellt, an dem sich das berühmte Ereignis vermutlich zugetragen hatte, in der Nähe des Krankenhauses von Pammatone. In den 1960er-Jahren, mit dem Abriss der Altstadt, wurde die Statue in den Palazzo Niccolò Grimaldi verlegt. 2001 wurde sie nach einer Restaurierung wieder an ihrem ursprünglichen Standort vor dem Justizpalast aufgestellt, wenn auch in einem völlig veränderten städtischen Umfeld.
Obwohl historisch nachgewiesen ist, dass der Initiator der Revolte ein Junge war, gibt es keine historische Bestätigung seiner Identität. Der sehr junge Held des Aufstandes wurde über ein Jahrhundert später von einigen als Giovan Battista Perasso identifiziert, einem 1735 geborenen Jungen aus der Nachbarschaft, nach anderen war es stattdessen ein junger Mann gleichen Namens aus Montoggio, 1729 im genuesischen Hinterland geboren. Aber es gibt keine Dokumente, die die eine oder andere dieser Identitäten belegen. Dies wurde 1927 von der Ligurische Gesellschaft für Nationalgeschichte erklärte und bestätigt, was auch bereits Ende des 19. Jahrhunderts von Neri und Donaver um Ausdruck gebracht wurde.

### Das 19. Jahrhundert
Zu Beginn des 19. Jahrhunderts war Portoria noch ein beliebter Stadtteil am Rande der Altstadt aber seit Mitte des Jahrhunderts, mit der Umsetzung des vom Architekten Carlo Barabino 1825 ausgearbeiteten Plans, die Stadt über die Grenzen der mittelalterlichen Stadt hinaus nach Osten auszudehnen, begann eine echte städtische Revolution. In wenig mehr als einem Jahrhundert wurde die Struktur des Gebietes völlig verändern und die Altstadt der Arbeiter und Handwerker in ein Geschäfts- und Handelszentrum verwandelt.

#### Die städtische Expansion des späten 19. Jahrhunderts
Die ersten Maßnahmen, die um 1840 von G.B. Resasco, dem Nachfolger von Barabino, in der Rolle des Stadtarchitekten, durchgeführt wurden betrafen das Gebiet von San Vincenzo. Die erste Maßnahme im Gebiet von Portoria, war die um 1870 erfolgte Erschließung der Via Roma und der Piazza Corvetto, um eine Verbindung zwischen dem Stadtzentrum und den neuen Wohngebieten herzustellen, die einige Jahre zuvor im Gebiet von Castelletto gebaut wurden. Ein echter Wendepunkt kam gegen Ende des Jahrhunderts mit dem Bau der Via XX Settembre, auch heute noch das Hauptelement des städtischen Straßennetzes.
Die Straße, die durch die Sanierung und Erweiterung der bestehenden Via Giulia (im Stadtteil Portoria), Via della Consolazione und Via Porta Pila (im Stadtteil S. Vincenzo) gebaut wurde, war von Anfang vom Jugendstil geprägt. Unter den Architekten, die an den verschiedenen Projekten beteiligt waren, befand sich auch der Florentiner Gino Coppedè. Um die Straße zu bauen, wurden fast alle Gebäude auf beiden Seiten der alten Via Giulia abgerissen.

### Das 20. Jahrhundert
Die wichtigsten Ereignisse, die das Viertel im 20. Jahrhundert geprägt haben, hängen mit der Stadtentwicklung zusammen. Mit der systematischen Anwendung von innerhalb weniger Jahrzehnte aufeinander folgenden Stadtplanungen blieben von einer jahrhundertelang beliebten Peripherie nur wenige historische Gebäude übrig. Insbesondere historisch bedeutende Kirchen sind von modernen Gebäuden aus den verschiedenen Epochen umgeben. Das Spektrum reicht vom Jugendstil der Gebäude in der Via XX Settembre über die Hochhäuser im rationalistischen Stil auf der Piazza Dante bis hin zu den modernen Bauwerken aus Glas und Beton in Piccapietra.
- Zu Beginn des neuen Jahrhunderts wurde zur Vervollständigung der Via XX Settembre und zur Erweiterung der Piazza De Ferrari der Hügel von Morcento, auch bekannt als der Hügel von S. Andrea, benannt nach dem alten Kloster der Benediktinerinnen von S. Andrea della Porta, das an seiner Spitze stand und 1817 in ein Gefängnis umgewandelt worden war, eingeebnet. Die Via Dante (1904) wurde mit den Gebäuden, darunter der Palazzo della Nuova Borsa, auf dem Gelände des Hügels gebaut[10][23].
- In der Zeit des Faschismus war das Gebiet von Ponticello vom „Plan der zentralen Gebiete“ (1931) betroffen: Mit dem Abriss der Altstadt verschwanden die kleinen Paläste in den Gässchen von Ponticello an der Porta Soprana. Die Piazza Dante und die umliegenden Straßen wurden gebaut, wo zwei Hochhäuser errichtet wurden, von denen eines, der Piacentini-Turm, mit seinen 108 m viele Jahre lang das höchste Europas war[6].
- Nach dem Zweiten Weltkrieg betraf der „Detaillierte Plan von Piccapietra“ (1959) das Herz des antiken Portoria, mit dem Abriss der beiden alten Krankenhäuser, die längst verlassen und durch Bombenangriffe zu Ruinen geworden waren. Anstelle der alten Häuser wurde die Piazza Piccapietra (nach dem alten, von Steinmetzen bewohnten Viertel benannt) gebaut und die Via XII Ottobre eröffnet[6][24].
- Die letzte Eingriffe, die 1966 durchgeführt wurden, betrafen das Gebiet der Via Madre di Dio und führten zum völligen Verschwinden des Dorfes Lanaioli (das heute zur städtischen Einheit von Carignano gehört)[6].

Der Abriss der Altstadt war damals ein Thema mehrerer Autoren genuesischer Lieder, die nostalgisch von einer Volkskultur erzählten, die mit den alten Häusern verschwand und durch kalte moderne Architektur ersetzt wurden. Sehr beliebt wurden Texte wie Piccon dagghe cianin („Die Spitzhacke machts platt“), ein bei den Genuesen sehr beliebtes Lied, das vor allem in der Interpretation von I Trilli bekannt war und 1977 auch von Ricchi e Poveri aufgenommen wurde.
Diese Texte sind Ausdruck eines weit verbreiteten Gefühls, dass bei der radikalen städtebaulichen Neugestaltung des Gebietes nicht nur die Zerstörung von Altbauten und historischen Gebäuden, sondern auch den Zerfall eines gewachsenen Sozialgefüges zu verzeichnen ist. Auch heute, viele Jahre später, ist es nicht ungewöhnlich, dass die Begriffe „Massaker“ und „Spekulation“ verwendet werden, um diese städtebaulichen Maßnahmen zu umschreiben, obwohl sie vielleicht eine unvermeidliche Folge der am Ende des 19. Jahrhunderts begonnenen Expansion der Stadt sind.

## Denkmäler und Sehenswürdigkeiten

### Plätze, Straßen und öffentliche Räume
Der Stadtteil Portoria umfasst einige der Hauptstraßen und Plätze von Genua.

#### Piazza De Ferrari

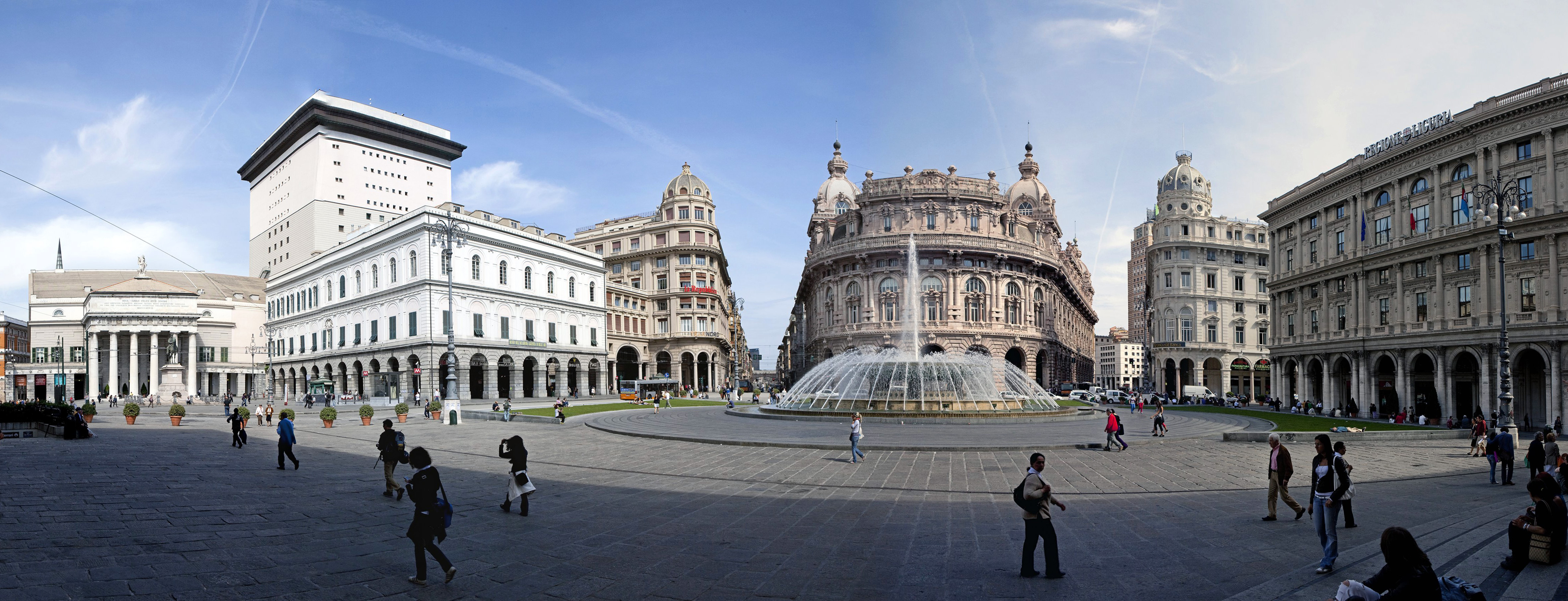
180°-Ansicht der Piazza De Ferrari

Die Piazza De Ferrari, die dem Herzog von Galliera Raffaele De Ferrari gewidmet ist, ist der Hauptplatz von Genua, das Zentrum der modernen Stadt. Er besteht aus zwei zusammenhängenden Bereichen. ein kleinerer vor dem Teatro Carlo Felice, der ungefähr der alten Piazza S. Domenico entspricht und den wir heute im Grundriss der 1820er-Jahre sehen, als die Kirche San Domenico abgerissen wurde, um das Theater und den Palast der Accademia ligustica zu bauen. Das zweite und viel größere, viereckige von Gebäuden im eklektischen Stil umgebene Gebiet, entstand durch Abbrüche zwischen dem Ende des 19. Jahrhunderts und dem Beginn des 20. Jahrhunderts, als die wichtigen Verkehrsadern, die sich dort treffen, eröffnet wurden, was ihn zum wichtigsten Straßenknotenpunkt der modernen Stadt macht. In der Mitte des Platzes befindet sich seit 1936 der von Giuseppe Crosa di Vergagni entworfene große Bronzebrunnen.
In den 1990er-Jahren wurde die Fahrbahn, der Brunnen und die Fassade des Palazzo Ducale vollkommen umgestaltet und ist heute eine Fußgängerzone. Er wird vom Teatro Carlo Felice, mit seiner neoklassischen Vorhalle nach Plänen des Architekten Carlo Barabino, sowie einigen historischen Gebäuden, Firmensitzen und öffentlichen Einrichtungen dominiert. Ausgehend vom Palazzo Ducale im Uhrzeigersinn:
- Palazzo della Regione Liguria, ehemaliger Palast der Società Italia di Navigazione (Cesare Gamba, erbaut zwischen 1912 und 1923).[10]
- Palazzo del Credito Italiano (Giuseppe Tallero, 1914), an der Ecke Via Dante und Via Petrarca.[6]
- Palazzo della Nuova Borsa, erbaut zwischen 1907 und 1912, ein Projekt von Dario Carbone[30], an der Kreuzung Via XX Settembre und Via Dante.[6]
- Palazzo dell'Accademia ligustica, konstruiert zwischen 1827 und 1831, ein Projekt von Carlo Barabino.

Die nordwestliche Seite, die der antiken Piazza S. Domenico entspricht, bildet eine Aussparung, die dem Theater zugewandt ist und in der sich die Reiterstatue von Giuseppe Garibaldi, ein Werk von Augusto Rivalta (1893) befindet. Auf der gegenüberliegenden Seite die Palazzi De Ferrari und Forcheri, 16. Jahrhundert, aber im 19. Jahrhundert stark verändert. Letztere gehören, zusammen mit dem Palazzo Ducale, mit seiner Seitenansicht zum Platz, zum angrenzenden Stadtteil Molo.

#### Piazza Corvetto

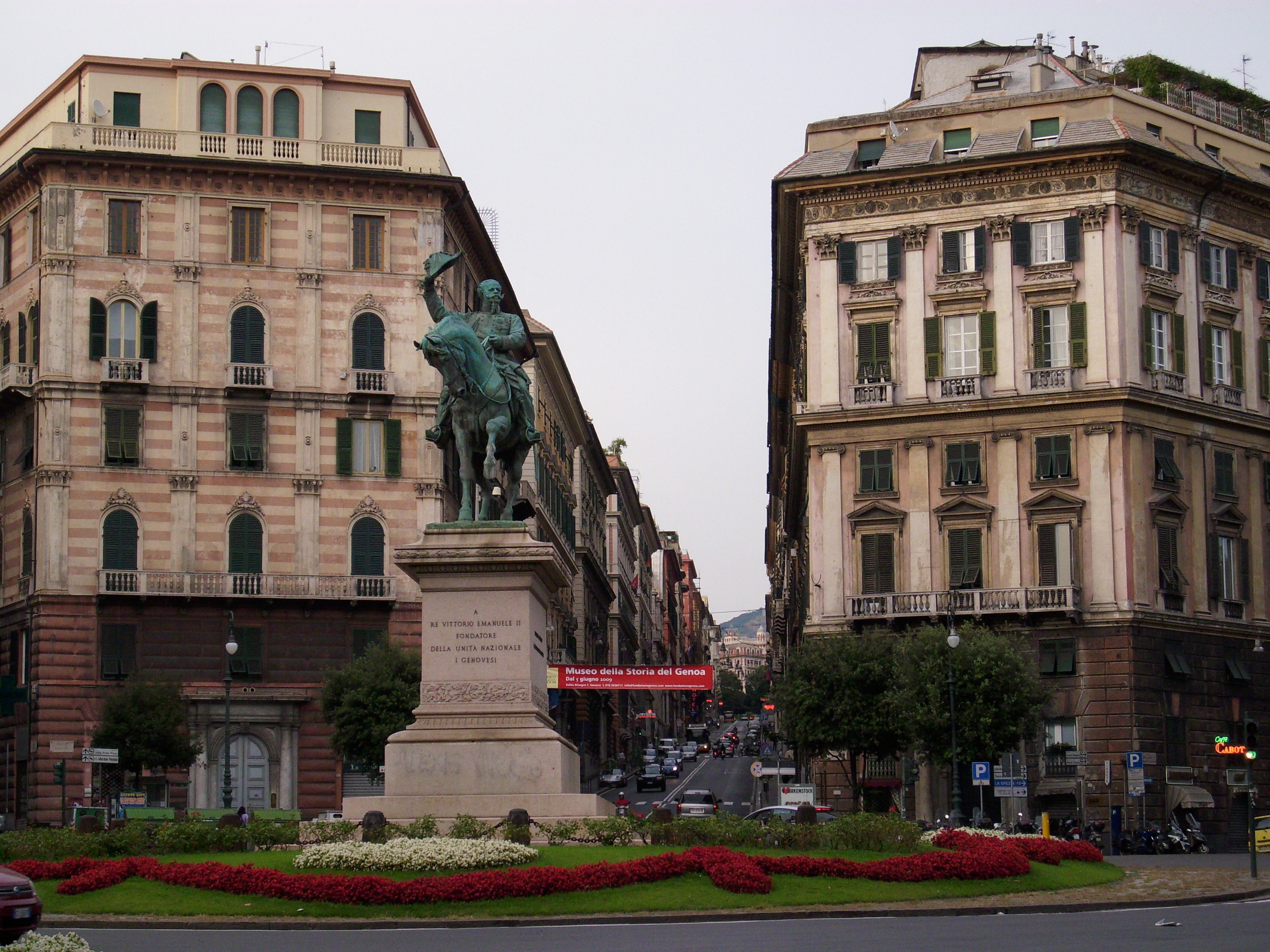
Piazza Corvetto mit dem Vittorio Emanuele II Denkmal

Er ist kreisförmig und wurde 1877 erbaut, um eine Verbindung zwischen den Straßen der neuen Wohngebiete auf den Höhen von Castelletto und dem Stadtzentrum herzustellen. Der Platz, auf dem sich sieben Straßen treffen, ist nach dem Politiker und Juristen Luigi Emanuele Corvetto benannt. Der 1928, ursprünglich nur für den Nahverkehr, erbaute Tunnel Nino Bixio, der ihn mit der Piazza del Portello verbindet, hat sich zu einer Drehscheibe für die Verkehrsströme zwischen West, Ost und dem Stadtzentrum entwickelt, aber dennoch seine ursprüngliche Eleganz bewahrt. In der Mitte des Kreisverkehrs befindet sich seit 1886 das Reiterstandbild für Viktor Emanuel II. von Savoyen von Francesco Barzaghi. Der Park von Villetta Di Negro bildet die Kulisse für den Platz.
Der Platz wurde an Stelle des Baches Rivotorbido gebaut, der heute unter dem Platz verläuft. Hier stand das Acquasola-Tor, das Teil der Barbarossa-Mauern (1155) war, und später auch zu den Mauern des 14. Jahrhunderts gehörten. Das bereits 1825 umgebaute Tor wurde 1877 abgerissen um den Platz zu errichten, ebenso wie die Promenade, die die Villetta Di Negro mit der Spianata dell'Aquasola verband, die nur fünfzig Jahre zuvor von Carlo Barabino entworfen wurde-

#### Piazza Dante und Via Dante
Der Platz entstand in den 1930er-Jahren auf dem durch den Abriss des alten Stadtteils Ponticello entstandenen Gelände. Als wichtiger Verkehrsknotenpunkt verbindet er auf der einen Seite die gleichnamige Via Dante mit der Piazza De Ferrari, auf der anderen Seite die 1937 eröffnete Galerie Cristoforo Colombo mit dem Foce-Gebiet. Der Platz ist geprägt durch den starken Kontrast zwischen der imposanten rationalistischen Architektur (einschließlich der beiden Hochhäuser: der Piacentini-Turm und der Dante-Turm zwei) und den erhaltenen mittelalterlichen Denkmäler: die Porta Soprana, das Haus des Kolumbus und der Kreuzgang des abgerissenen Klosters St. Andreas, das in der Nähe stand.
In der angrenzenden Via Dante, die nach der Abgrabung des Hügels von S. Andrea eröffnet wurde, befinden sich aus der ersten Dekade des 20. Jahrhunderts die Paläste der Poste e Telegrafi (Dario Carbone, 1914) der Banca d’Italia (Luigi de Gaetani, 1915) und an der Ecke zur Piazza De Ferrari die Neue Börse und die Credito Italiano.

#### Piazza Piccapietra

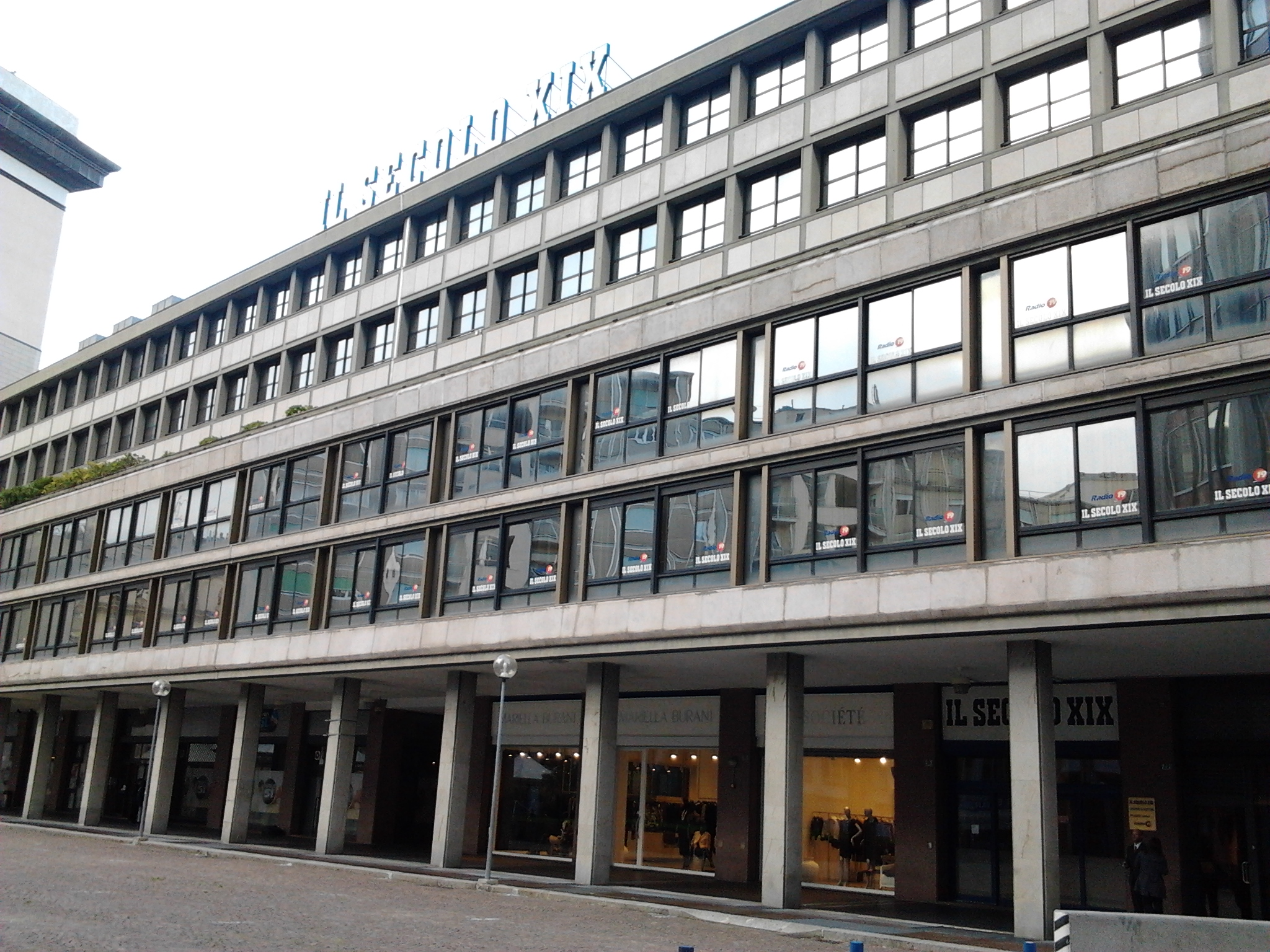
La sede del Secolo XIX in piazza Piccapietra

Während die drei Hauptplätze am Rande des Bezirks wichtige Straßenkreuzungen sind, entstand dieser Platz in den 1960er-Jahren im ehemaligen Zentrum des alten Dorfes Piccapietra als Fußgängerzone ohne Zufahrtswege. Teilweise auf dem Gebiet der Barbarossa-Mauern und der Porta Aurea. Dreieckig, auf dem Dach der gleichnamigen Garage, ist er von Gebäuden mit Glas- und Betonarkaden umgeben die als Geschäftszentren dienen, darunter die Büros der Costa Crociere und der Zeitung Il Secolo XIX, die seit 1999 die Büros von Italimpianti belegen.
Obwohl es sich um eine Fußgängerzone handelt, ist er nie zu einem Treffpunkt geworden und wird nur als Durchgangsstraße genutzt um die verschiedenen Gebäude zu erreichen. Erst im Dezember wird es lebendig, wenn hier der beliebte Weihnachtsmarkt von San Nicola stattfindet.

#### Via XX Settembre

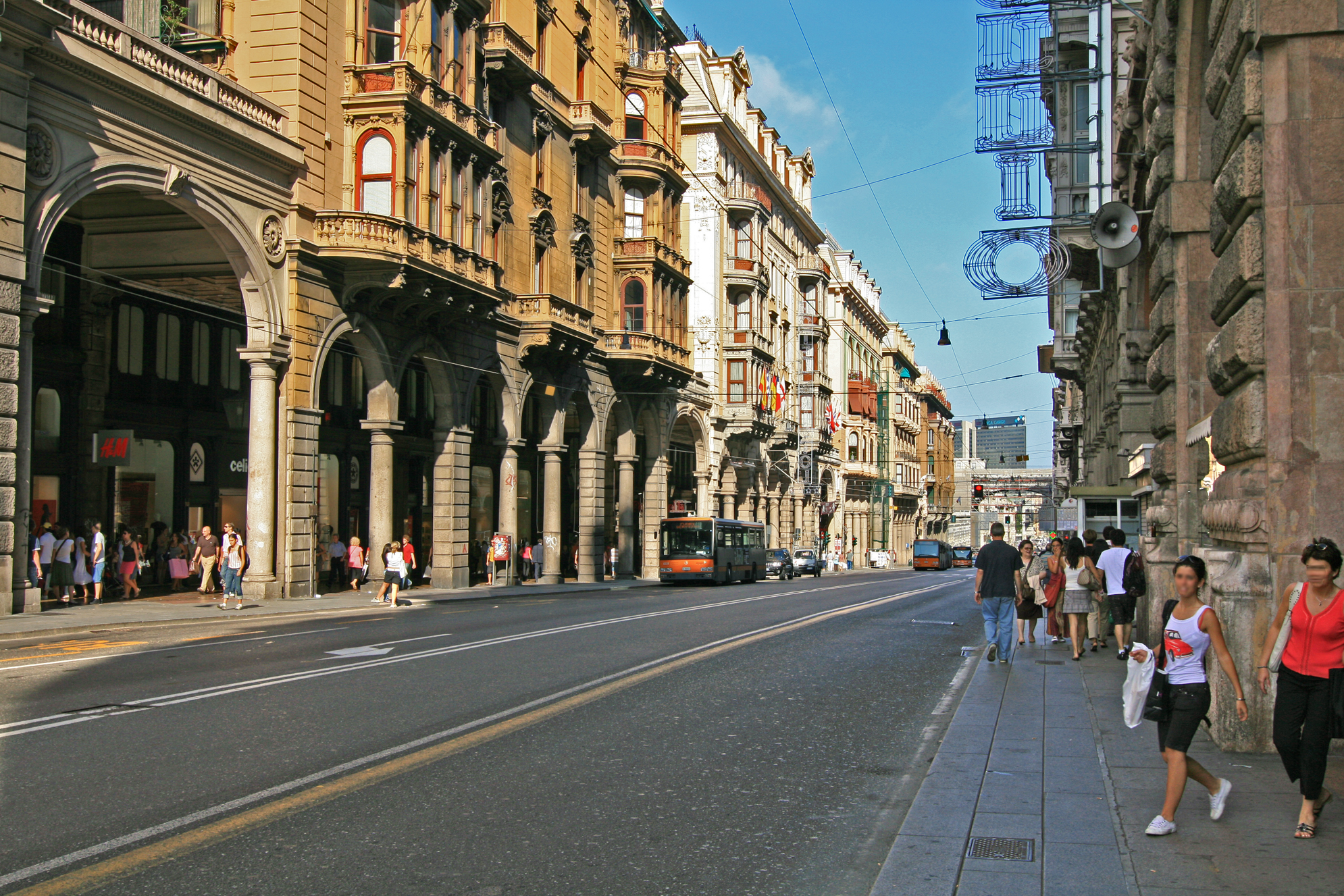
Blick auf die Via XX Settembre

Sie wurde im letzten Jahrzehnt des 19. Jahrhunderts erbaut um die Trasse der Via Giulia und der Via della Consolazione zu verbessern und zu erweitern und um eine neue Straßenachse nach Osten zu schaffen, die durch das zunehmende Verkehrsaufkommen infolge der Stadterweiterung außerhalb der alten Stadtmauern notwendig wurde.
Der Wettbewerb für den Bau der neuen Straße wurde 1883 nach fast 20-jähriger Debatte eröffnet, und erst 1887 wurde das Projekt von Cesare Gamba genehmigt. Die Arbeiten begannen 1892. Im Jahr 1896 wurde der untere Teil, welcher der ehemaligen Via della Consolazione entspricht, im Stadtteil San Vincenzo eingeweiht, während die Arbeiten am oberen Teil (der alten Via Giulia) zwischen 1898 und 1900 durchgeführt wurden.
Alle bereits bestehenden Gebäude in der Via Giulia wurden abgerissen und durch neue Gebäude, erstmals in Genua in Stahlbeton ausgeführt, ersetzt. Unter den abgerissenen Gebäuden befand sich die Kirche N.S. del Rimedio aus dem 18. Jahrhundert, die in gleicher Form auf der Piazza Alimonda im Stadtteil Foce wieder aufgebaut wurde. Bei der Verkehrsübergabe war die breite und gerade Straße flankiert von, für die damalige Zeit ungewöhnlich, hohen Gebäuden mit hohen Arkaden, eine echte Neuheit für die Genueser, die es gewohnt waren sich zwischen engen Gassen zu bewegen. Der Name der neuen Straße war Gegenstand hitziger Diskussionen, bis sich der Wille vieler Bürger durchsetzen konnte, dass mit diesem Namen das historische Datum des Anschlusses Roms anerkannt wurde.
Die offizielle Verkehrsübergabe fand am 15. März 1900 statt, obwohl die Arbeiten noch nicht vollständig abgeschlossen waren, während der Bau der Gebäude an dieser Straße erst 1913 abgeschlossen wurde.

#### Via Roma

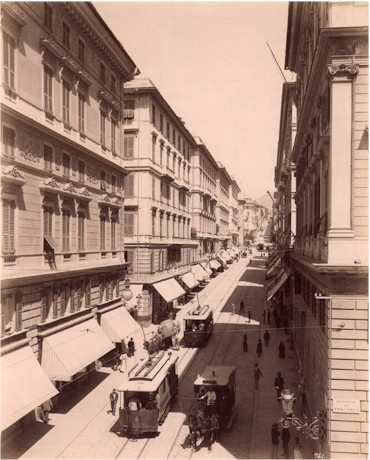
Via Roma im 19. Jahrhundert, von Alfred Noack

Die Straße, eine der elegantesten Stadtstraßen, wurde in den 1870er-Jahren zusammen mit der Piazza Corvetto als Verbindung zwischen dem Stadtzentrum und den in diesen Jahren neu entstandenen Wohngebieten auf dem Hügel von Castellettogebaut. Die etwa 250 Meter lange Straße verbindet die Piazza Corvetto mit dem letzten Abschnitt der Via XXV Aprile und dann, gerade leicht bergab, mit der Piazza De Ferrari. Es dominieren elegante Paläste aus dem 19. Jahrhundert, die für die Elite des gehobenen Bürgertums bestimmt sind, mit Fassaden, die von den manieristischen Fassaden des 16. Jahrhunderts inspiriert sind; der Palazzo Orsini, Nummer 8, hat ein Raumfresko von Nicolò Barabino. Die Gebäude auf der Ostseite sind mit Arkaden verbunden, die zur parallelen Mazzini-Galerie führen. In der Straße befinden sich elegante Bekleidungsgeschäfte und die historische Confetteria Pietro Romanengo fu Stefano, die seit über zwei Jahrhunderten in Genua tätig ist. Der Bau der Straße und der Mazzini-Galerie führte zum Verlust mehrerer historischer Gebäude: die Kirche und das Kloster San Sebastiano, die Kirche und das Konservatorium der Töchter von San Giuseppe, das Oratorium von San Giacomo delle Fucine und die Kanalbrücke des mittelalterlichen Aquäduktes, die den angrenzenden Anstieg von Santa Caterina überquerte.

#### Via XII Ottobre
Die Straße, die an die Entdeckung Amerikas (12. Oktober 1492) erinnert, wurde nach dem Zweiten Weltkrieg gebaut, als der Bezirk Piccapietra abgerissen wurde. Am Osthang des Hügels Piccapietra gelegen, verbindet sie mit einem leichten Aufwärtstrend und zwei breiten Kurven die Via XX Settembre mit der Piazza Corvetto. Die Straße führt an der Kirche San Camillo vorbei, dem einzigen alten Gebäude das noch von der Altstadt übrig ist. An der Straße liegen moderne Gebäude, darunter das an der Kreuzung zur Via E. Vernazza, von Franco Albini entworfen, Rinascente, dass die Via Pammatone überquert. In den Blumenbeeten neben der Straße steht ein Denkmal für Goffredo Mameli und eine Büste des Partisanenführers Aldo Gastaldi „Bisagno“, (1921–1945).

#### Galleria Mazzini

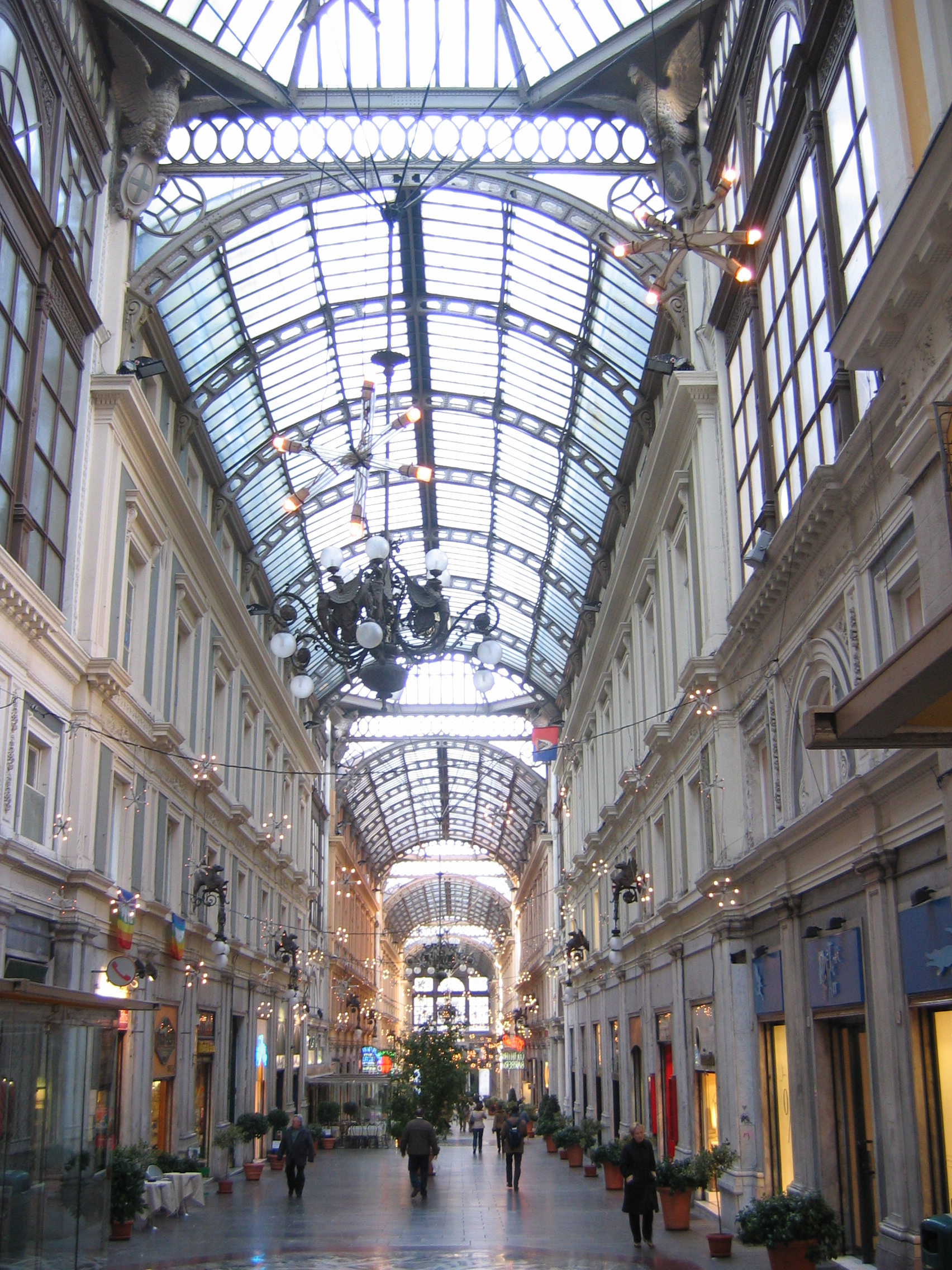
Galleria Mazzini

Benannt nach dem Patrioten Giuseppe Mazzini, wurde sie zwischen 1874 und 1876 erbaut, wobei ein Teil des Hügels von Piccapietra gleichzeitig mit der parallelen Via Roma abgegraben wurde. Sie ist ein Fußgängerweg, die von einer Metallstruktur mit großen Fenstern und vier Kronleuchtern aus Bronze, einem typischen Beispiel der sogenannten Eisenarchitektur überdeckt ist.
Die Einweihung wurde von der Stadt als großes Ereignis gefeiert. Die eleganten Räumlichkeiten der Galerie wurde schnell zu einem Treffpunkt für Intellektuelle und Prominente, darunter das „Caffè Roma“, ein Treffpunkt für Schriftsteller, Dichter und Journalisten, und die „Libreria Editrice Moderna“, die viele Bücher genuesischer Autoren veröffentlichte. Seit 1926 ist sie Sitz der Buchmesse, die im Dezember und im Frühjahr vor Ostern stattfindet.

#### Promenade Aquasola
Der Acquasola-Park, der sich von der Piazza Corvetto bis zur Ponte Monumentale erstreckt, liegt auf einem Teil der gleichnamigen Bastion, einem strategischen Punkt der Mauern aus dem 16. Jahrhundert. Bis zur Mitte des 16. Jahrhunderts wurde dieser Bereich als Deponie für den Schutt aus öffentlichen Arbeiten genutzt, weshalb er als Müggi dell'Accaseua („der Acquasola-Haufen“) bezeichnet wurde, ein Name, der noch zu Beginn des 19. Jahrhunderts verwendet wurde. In der Mitte des 16. Jahrhunderts war das Gebiet der Sitz verschiedener Handwerksbetriebe. Im 18. Jahrhundert wurde die Bastion, die mit dem Bau der „Mura Nuove“ um 1630 ihre strategische Rolle verloren hatte, als öffentliche Promenade genutzt und im Graben ein Spielfeld für den genovesischen Fußball eingerichtet.
Während der Pestepidemie, die Genua in den Jahren 1656–1657 heimsuchte, wurden zahlreiche Opfer der Infektion in Massengräbern vor der Bastion bestattet. Anschließend wurden die Knochenreste exhumiert und im Keller der Bastion, wo sie sich noch befinden, wenige Meter unter der Fahrbahnoberfläche aufgeschichtet.
Nach einem Entwurf von Carlo Barabino wurde 1825, in Anlehnung an das bereits 1805 während der napoleonischen Herrschaft geplanten städtischen Verschönerungsprogrammes, die Promenade Acquasola gebaut. Barabino verwandelte das Gebiet unmittelbar vor den Mauern in eine große Panoramaterrasse mit Blick auf die Bisagno-Ebene und die Hügel des Ostens, umgeben von in regelmäßigen Reihen angeordneten Bäumen und in der Mitte eine Wiese mit einem Brunnen. Obwohl sich Barabino von dem damals in der Mode gewesenen französischen Modell inspirieren ließ, beschränkte er sich nicht darauf, den Gehweg der alten Mauern für einen Spaziergang zu nutzen. Er schuf eine neue Bastion durch Auffüllung des Grabens, um den für öffentliche Gärten vorgesehenen Bereich zu vergrößern. Zwei große Bögen ersetzten das alte Tor, um den Weg zur Villetta Di Negro zu verlängern, wurden aber 1877 mit der Erschließung der Piazza Corvetto abgerissen.
Nach dem Zweiten Weltkrieg verlor der Park seine Bedeutung zugunsten anderer Treffpunkte, bleibt aber eine grüne Lunge im Stadtzentrum, die immer noch recht belebt ist. Auch wenn die derzeit nutzbare Fläche im Vergleich zur Pracht der Vergangenheit verkleinert ist, weil sie teilweise von einem umstrittenen Tiefgaragenprojekt und einer derzeit nicht realisierten Metrostation betroffen ist.

### Öffentliche Gebäude

#### Theater Carlo Felice

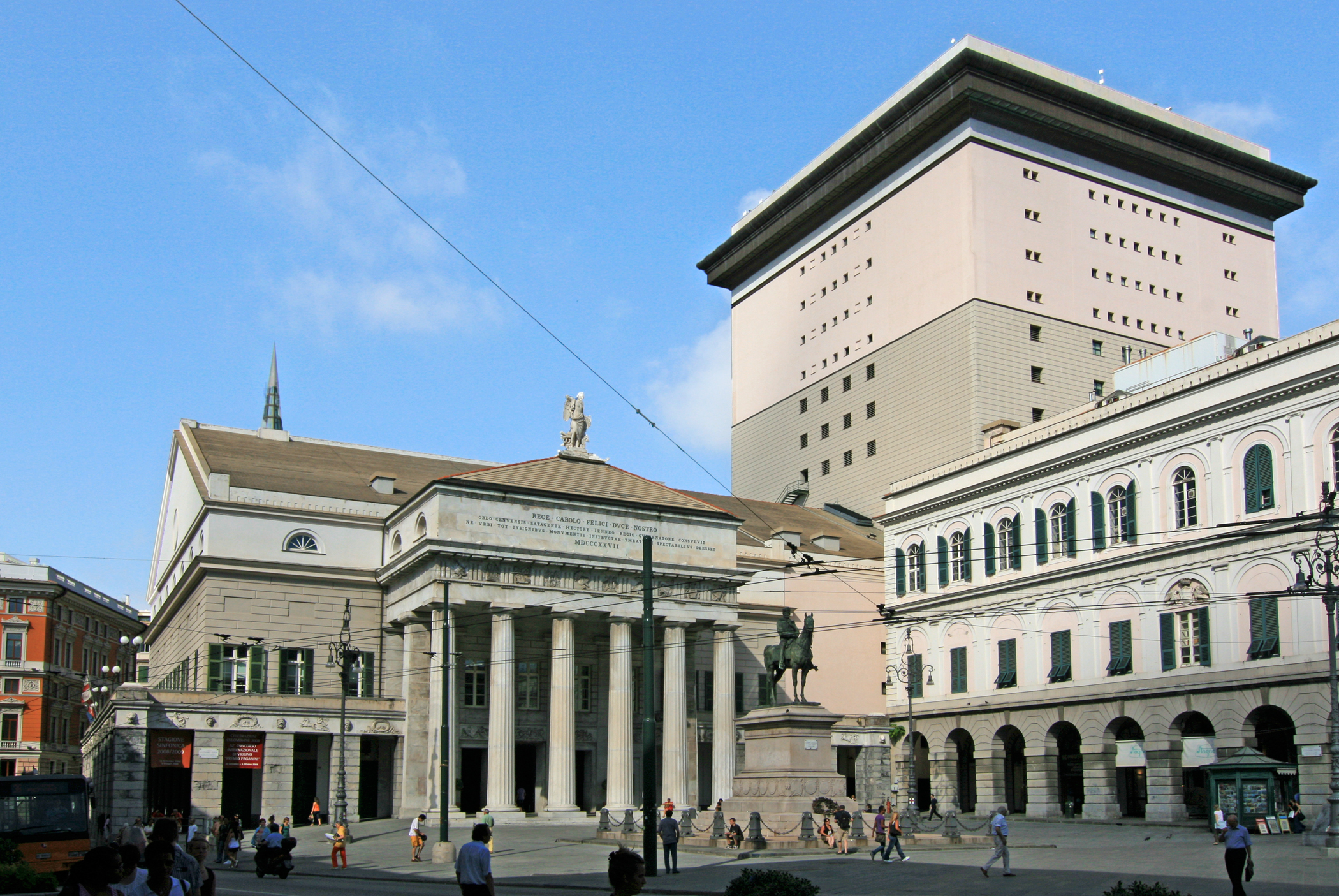
Theater Carlo Felice

Das Theater Carlo Felice, benannt nach dem zum Zeitpunkt seines Baus regierenden Herrscher, ist das wichtigste Stadttheater. Es wurde zwischen 1826 und 1828 auf Wunsch der örtlichen Behörden an der Stelle der abgerissenen Kirche San Domenico errichtet und am 7. April 1828 eingeweiht. Das vom Architekten Carlo Barabino entworfene Gebäude im neoklassischen Stil dominiert die Piazza De Ferrari mit seinem Säulenvorplatz, neben dem Westportikus das einzige erhaltenen Element des ursprünglichen Baus, der fast vollständig durch die Bombardierungen des Zweiten Weltkriegs zerstört wurde. Nach dem Krieg wurden mehrere Projekte für den Wiederaufbau präsentiert, aber erst 1987 wurde nach einer langen und hitzigen Debatte endlich ein Projekt genehmigt, das von Aldo Rossi in Zusammenarbeit mit Ignazio Gardella und anderen entwickelt und begonnen wurde. Das wiederaufgebaute Theater wurde 1991 eingeweiht.

#### Haus des Kolumbus

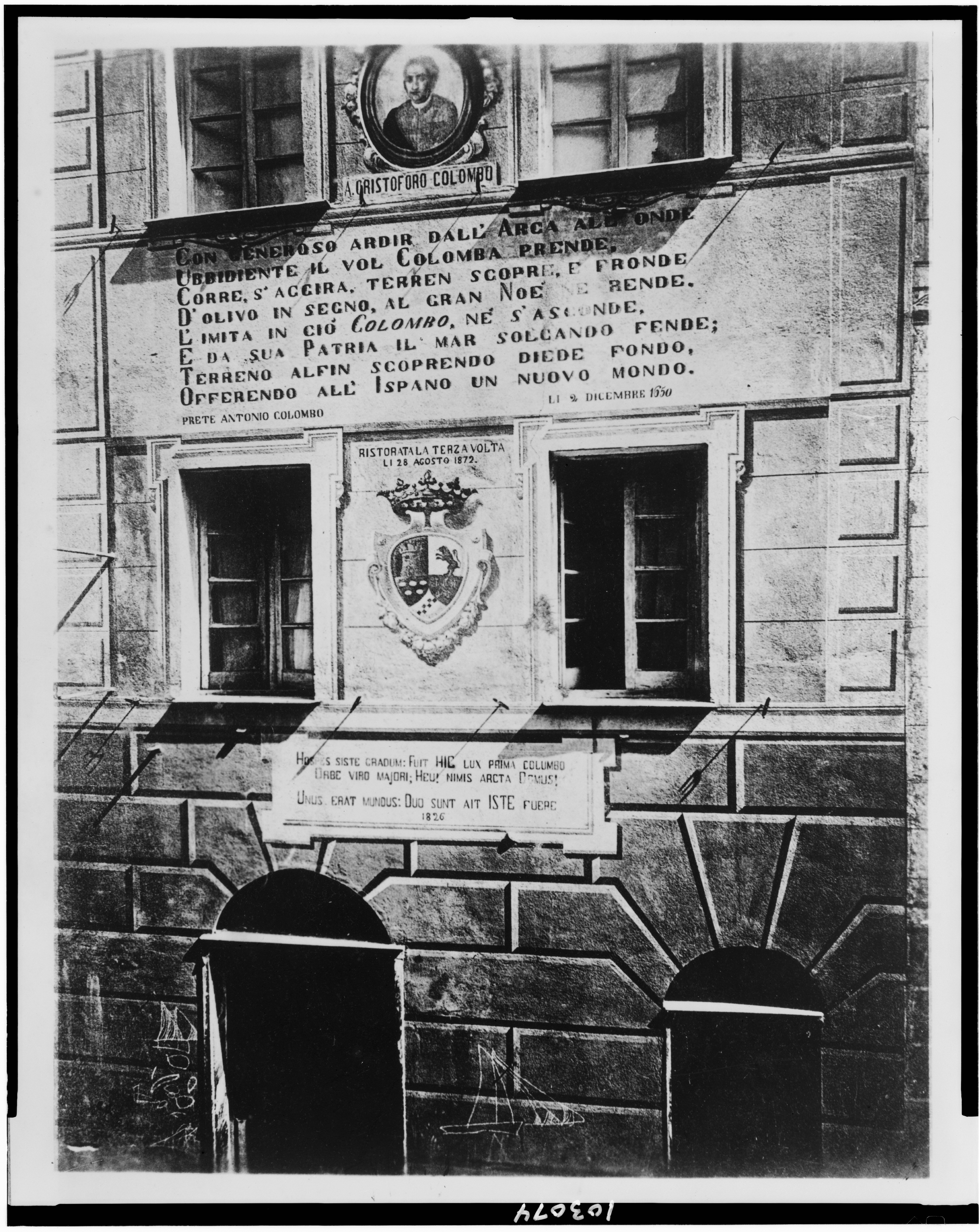
Marmortafel an der Fassade der Casa di Colombo

Auf der Piazza Dante, entlang des kurzen Anstiegs zur Porta Soprana, einem Überrest des alten „vico dritto Ponticello“, befindet sich das Haus, in dem Christoph Kolumbus seine Kindheit von 1455 bis 1470 verbrachte. Dies ist jedoch nicht der Geburtsort des großen Seefahrers, das sich stattdessen in Vico dell'Olivella in der Nähe von Pammatone befand und wahrscheinlich abgerissen wurde, um das große Krankenhaus zu bauen. Das Haus, das Domenico Colombo, ein Weber, in Erbpacht vom Kloster Santo Stefano erworben hatte, war Teil eines Gebäudes mit Werkstätten, die entlang der Gasse zur Porta Soprana angesiedelt waren. Diese Häuser, die durch die französischen Bombenangriffe von 1684 zerstört oder schwer beschädigt wurden, wurden in den folgenden Jahren wieder aufgebaut oder restauriert. Das Haus von Columbus, mit der Hausnummer 37, wurde 1887 von der Gemeinde Genua gekauft, die dort eine Gedenktafel anbrachte. Einige Jahre später, mit der Abgrabung des gesamten Hügels von Sant'Andrea, wurden die Häuser auf der Nordseite der Vico dritto Ponticello abgerissen. Nur dieses Gebäude wurde teilweise erhalten, wobei die ersten beiden Stockwerke (entsprechend dem ursprünglichen Gebäude) erhalten blieben, während die drei oberen Stockwerke (die wahrscheinlich bei einer Restaurierung im 18. Jahrhundert hinzugefügt wurden) beseitigt wurden.
Das Museumshaus von Christoph Kolumbus und die nahe gelegene Porta Soprana sind für Besichtigungen zugänglich und Teil eines Museumskomplexes, das dem Kulturverein „Porta Soprana“ übertragen wurde.

#### Ponte Monumentale

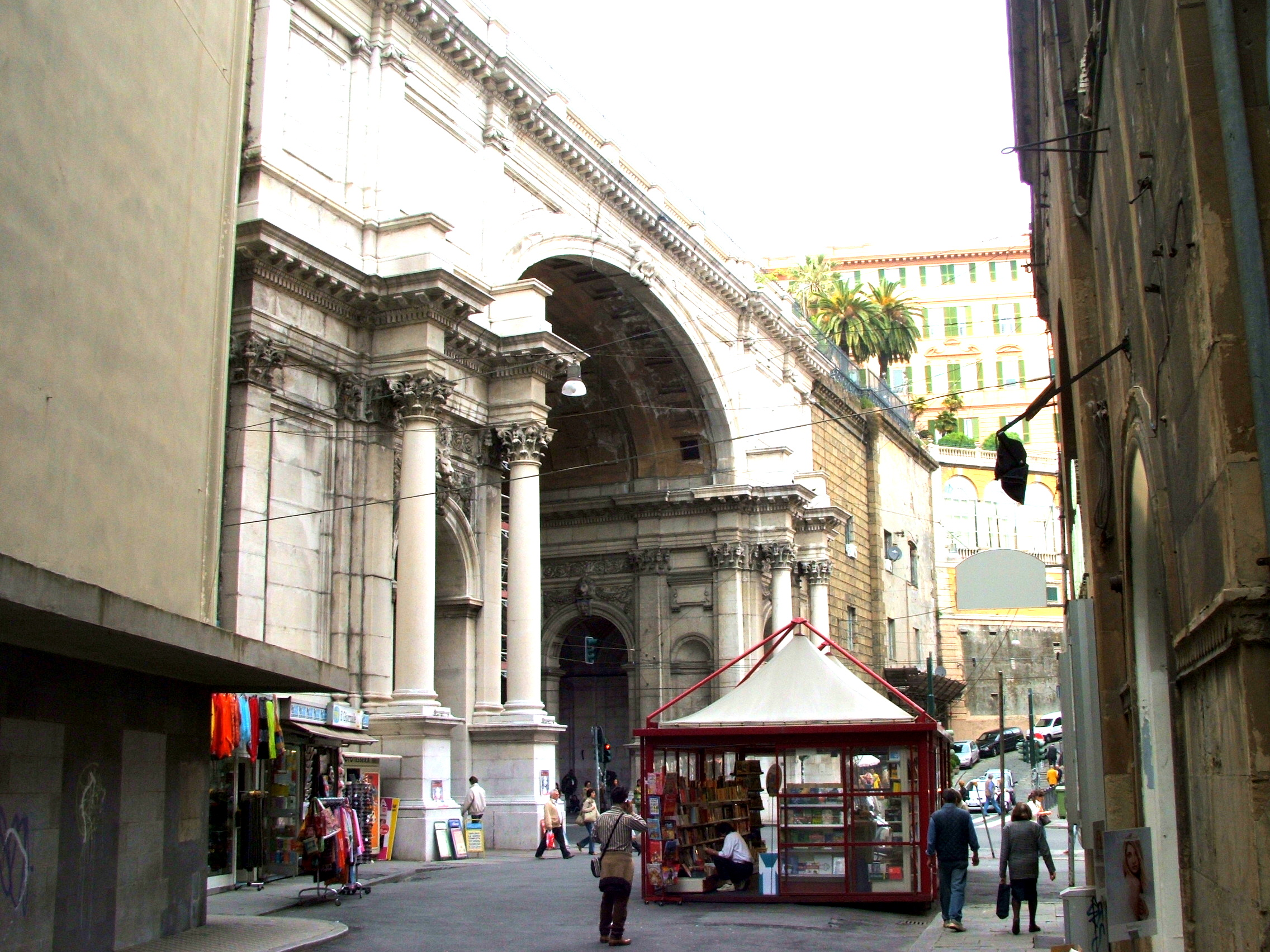
Ponte Monumentale

Die Ponte Monumentale, die die Mauern der Acquasola mit der S. Chiara verbindet, wurde zwischen 1893 und 1895 nach einem Entwurf von Cesare Gamba und Riccardo Haupt gebaut und ersetzt die Porta degli Archi, die an der Mura del Prato demontiert und wieder aufgebaut wurde. Auf der Brücke, die über die Via XX Settembre führt, verläuft der Corso Andrea Podestà, der auf den Stadtmauern aus dem 16. Jahrhundert verläuft und die Piazza Corvetto mit dem Gebiet von Carignano verbindet. Sie wurde zu einem Symbol der modernen Stadt und trennt das Gebiet von Portoria von S. Vincenzo und bietet einen ausgezeichneten Blick auf die Via XX Settembre. Die Brücke, 21 Meter über dem Straßenniveau der Via XX Settembre, ist nach der Ausführung der damals verwendeten Eisenbahnbauten, aus Stein und Ziegel gebaut, wurde aber dann außen mit weißem Stein von Mazzano verkleidet.
1949 wurden die beiden Seitenbögen mit Statuen von Nino Servettaz verziert und denjenigen gewidmet, die für die Freiheit starben. Einige Inschriften erinnern an die Namen der Gefallenen der Resistenza, den Kapitulationsakt der deutschen Truppen von General Meinhold an die ligurische CLN (25. April 1945) und den Text der Erklärung, mit der 1947 in Genua die Tapferkeitsmedaille verliehen wurde.

#### Hochhäuser an der Piazza Dante
Auf der Piazza Dante stehen die beiden in den 1930er-Jahren im rationalistischen Stil erbauten Hochhäuser, die das Panorama des Stadtzentrums prägen, und für viele Jahre die höchsten Gebäude der Stadt blieben:
- Torre Piacentini, erbaut von 1935 bis 1940 nach einem Entwurf des Architekten Marcello Piacentini; mit 31 Stockwerken und einer Höhe von 108 m[46]. Die Terrasse im obersten Stockwerk, die jetzt in Colombo-Terrasse umbenannt wurde, hatte unterschiedliche Namen von den Räumen, die darin untergebracht waren (zuerst Capurro-Terrasse und dann, von 1965 bis in die 1980er-Jahre, Martini-Terrasse)[3]. In den oberen vier Stockwerken des Gebäudes befinden sich die Büros und Studios des Fernsehsenders Primocanale.[47]
- Der Torre Dante Zwei, mit seinen 83 m (24 Stockwerke) war jahrelang das zweithöchste Gebäude der Stadt. Heute wird er von zahlreichen Gebäuden in Genua in der Höhe übertroffen, aber damals war er der zweithöchste Italiens (nach dem Torre Littoria in Turin) mit über 80 Metern[48]. Mit dem Werbeschild an der Spitze erreicht er eine Gesamthöhe von ca. 95 m.

#### Justizpalast

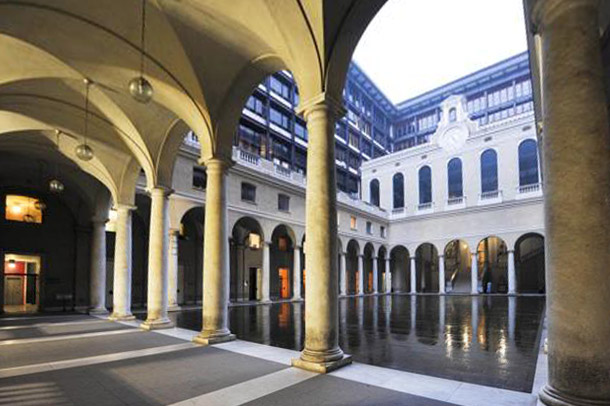
Der Innenhof des Justizpalastes mit dem Portikus dell'Orsolino

Der neue Sitz des Gerichtshofs von Genua, der sich früher im Palazzo Ducale befand, wurde zwischen 1966 und 1974 an der Stelle des alten Krankenhauses von Pammatone erbaut, von dem der Innenhof mit dem Säulenportikus des Orsolino, die imposante Treppe und einigen der vielen Statuen der Gönner erhalten blieben.
Der Eingang zum Gebäude befindet sich auf der kleinen Piazza Portoria, wo sich das bereits erwähnte Denkmal für Balilla befindet. Das Projekt wurde den Architekten Giorgio Olcese, Giovanni Romano und Giulio Zappa anvertraut, denen es gelang, die erhaltenen Teile des Krankenhauses in eine moderne Struktur aus Stahl, Glas und Beton zu integrieren sowie das Zwischengeschoss und die große Uhr im Zentrum wiederherzustellen und, so weit wie möglich, die ursprüngliche Innenhofgestaltung aus dem 18. Jahrhundert.

#### Gebäude der Neuen Börse

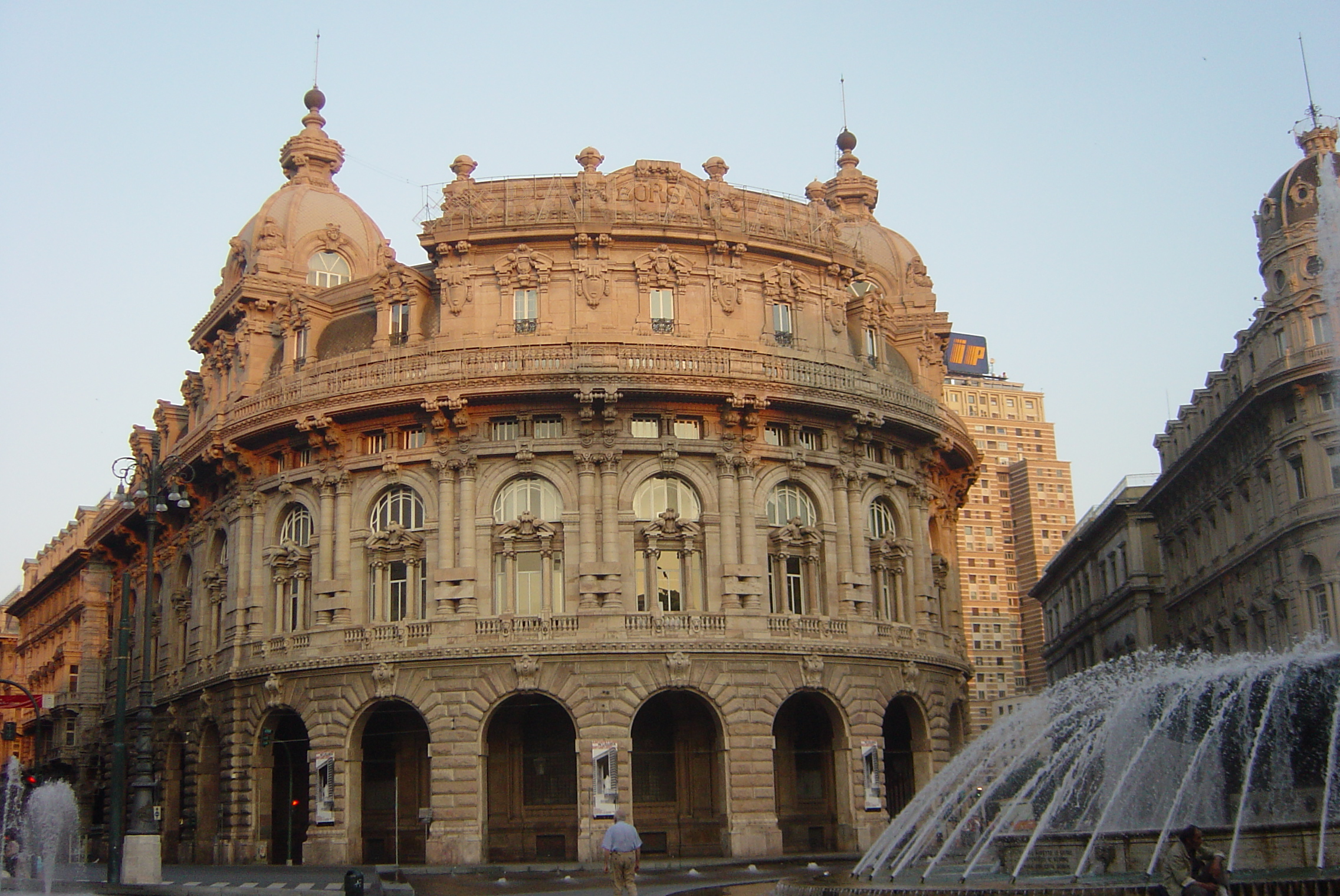
Die Börse

Sie wurde zwischen 1907 und 1912 nach einem Entwurf von Dario Carbone gebaut, während sich Adolfo Coppedè, Bruder des berühmteren Gino Coppedè, um die reiche Inneneinrichtung kümmerte. Das Gebäude hat die alte Loggia dei Mercanti auf der Piazza Banchi ersetzt. Mit dem Aufkommen der elektronischen Börse hat sie ihre Rolle verloren und wird heute für Ausstellungen genutzt, die im prächtigen Jugendstil-Handelsraum eingerichtet werden. Sie befindet sich an der Kreuzung Via Venti Settembre und Via Dante an der Stelle des alten Hügels von S. Andrea. Der Reichtum des eklektischen Dekorationsstils entsprach zum Zeitpunkt seines Baus nicht dem Geschmack der Bürger.

#### Palazzo dell'Accademia Ligustica

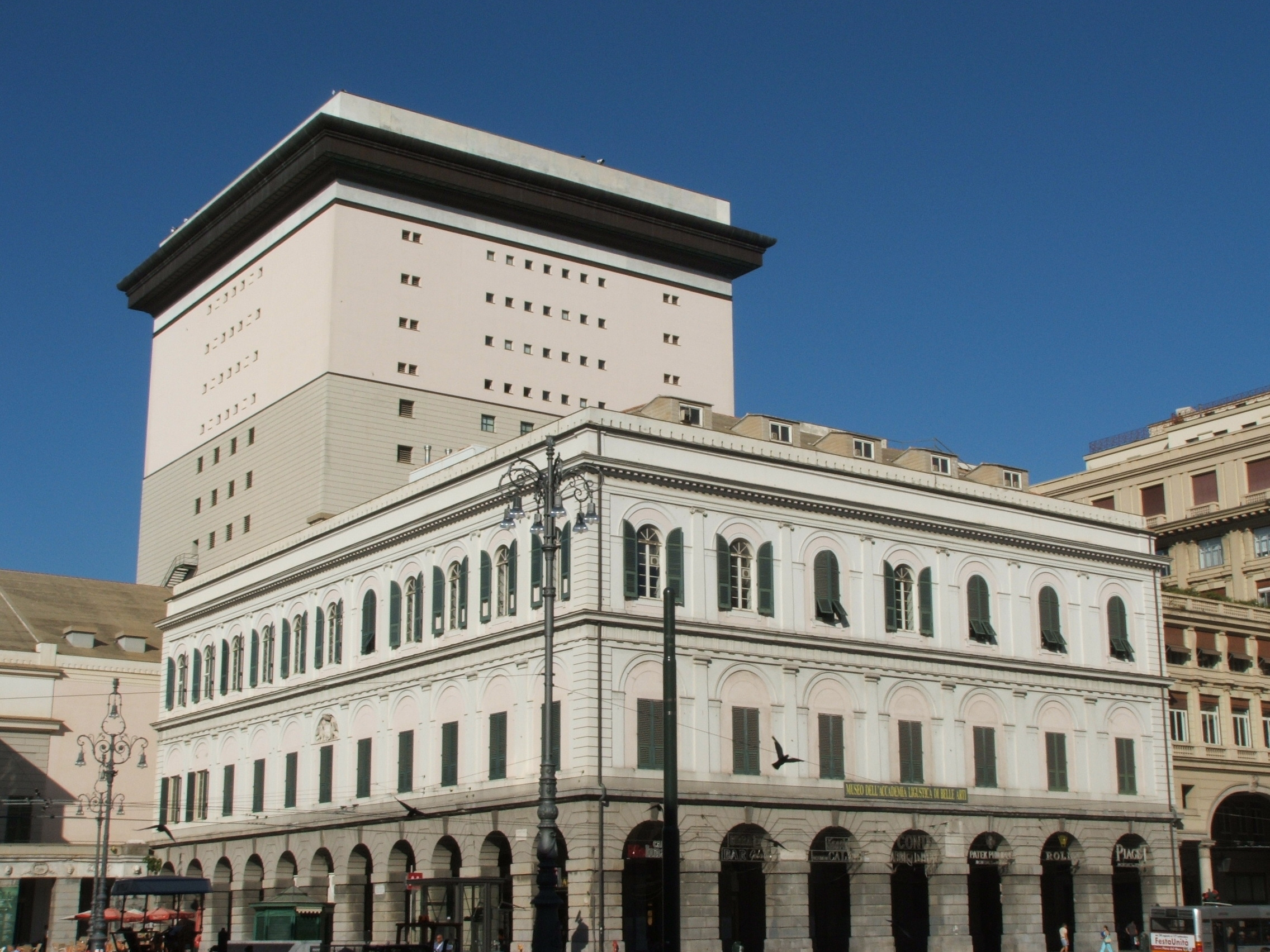
Gebäude der Accademia Ligustica

Die Accademia Ligustica di Belle Arti, gegründet 1741, befindet sich seit 1831 in diesem klassizistischen Gebäude von Carlo Barabino. Im Palast befindet sich das Museo dell'Accademia Ligustica, wo sich Werke ligurischer Maler vom 13. bis 20. Jahrhundert befinden.
Seine strengen Arkaden sind mit denen des nahegelegenen Teatro Carlo Felice verbunden. Das Gebäude wurde 1942 durch Bombenangriffe schwer beschädigt und nach dem Krieg wieder aufgebaut.
Bis 1998 befand sich hier auch die Biblioteca Civica Berio. Eine gewisse Zeit lang beherbergte es auch die Sammlungen des Museo d’arte orientale Edoardo Chiossone, die dann an ihren heutigen Standort in die Villetta Dinegro verlegt wurden.

#### Palazzi an der Via XX Settembre
Die lange Hauptverkehrsader wird durch die Ponte Monumentale in zwei Teile geteilt. Der Abschnitt, der das Viertel Portoria betrifft, ist westlich der Ponte Monumentale bis zur Piazza De Ferrari. Sie hat auf der Nordseite die typische Jugendstilarchitektur mit „bovindo“-Fassaden aus der Neorenaissance, die reich an Dekorationen sind, während auf der Südseite die Architektur mit neumanieristischer und neobarocker Prägung dominiert. Im Gegensatz zum Osten zeichnet sich dieser Straßenabschnitt auf beiden Seiten durch hohe Säulengänge mit Terazzo-Böden aus, deren Design sich an dem der Decke orientiert. In Abstimmung mit der Santo Stefano wurde ein Teil des Portiken auf der Nordseite im neugotischen Stil, mit einer Neuinterpretation der typischen mittelalterlichen Portiken von Genua, von Cesare Gamba gebaut.

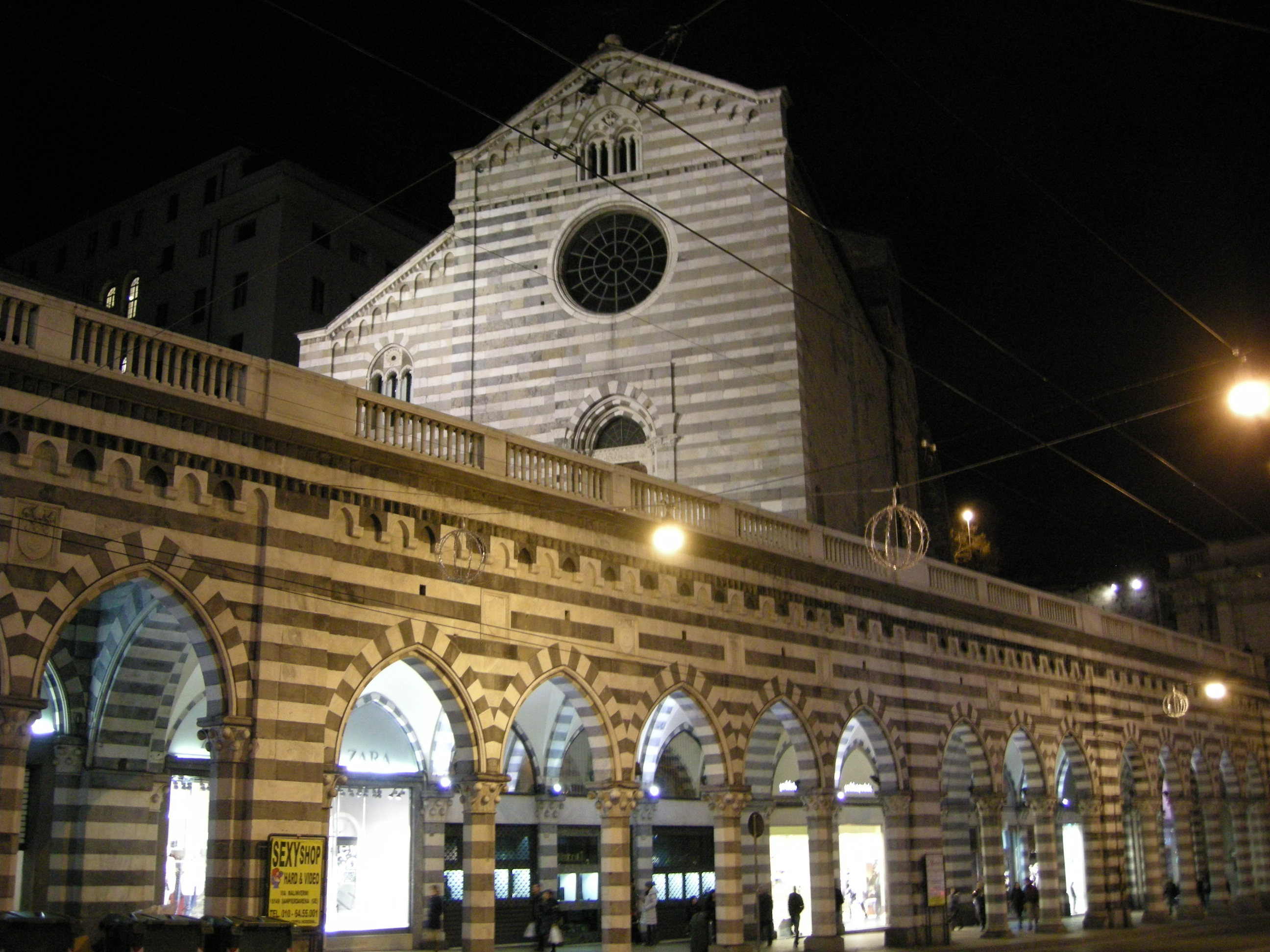
Neugotische Arkaden unter der Kirche S. Stefano
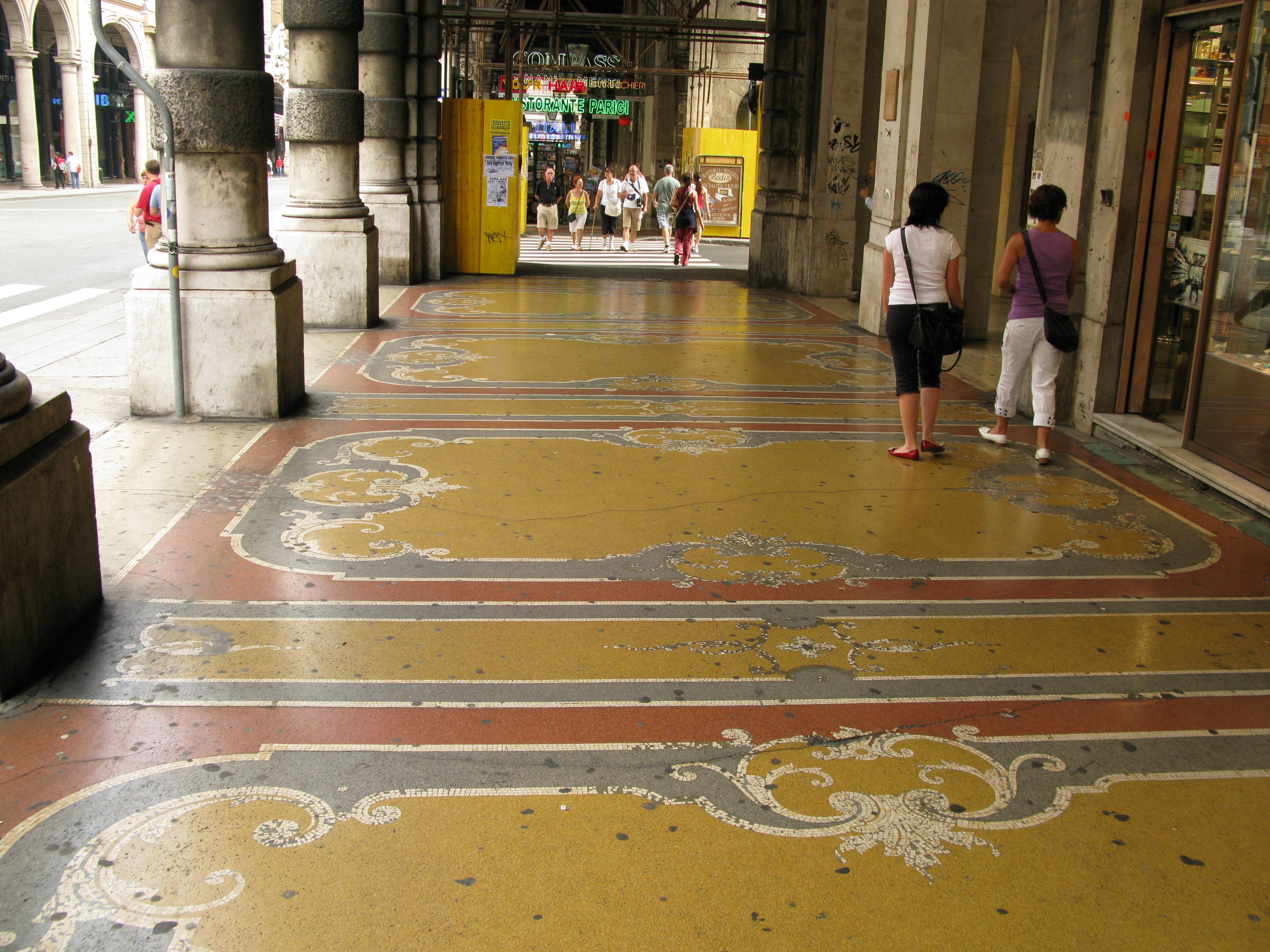
Terrazzo-Böden in den Arkaden
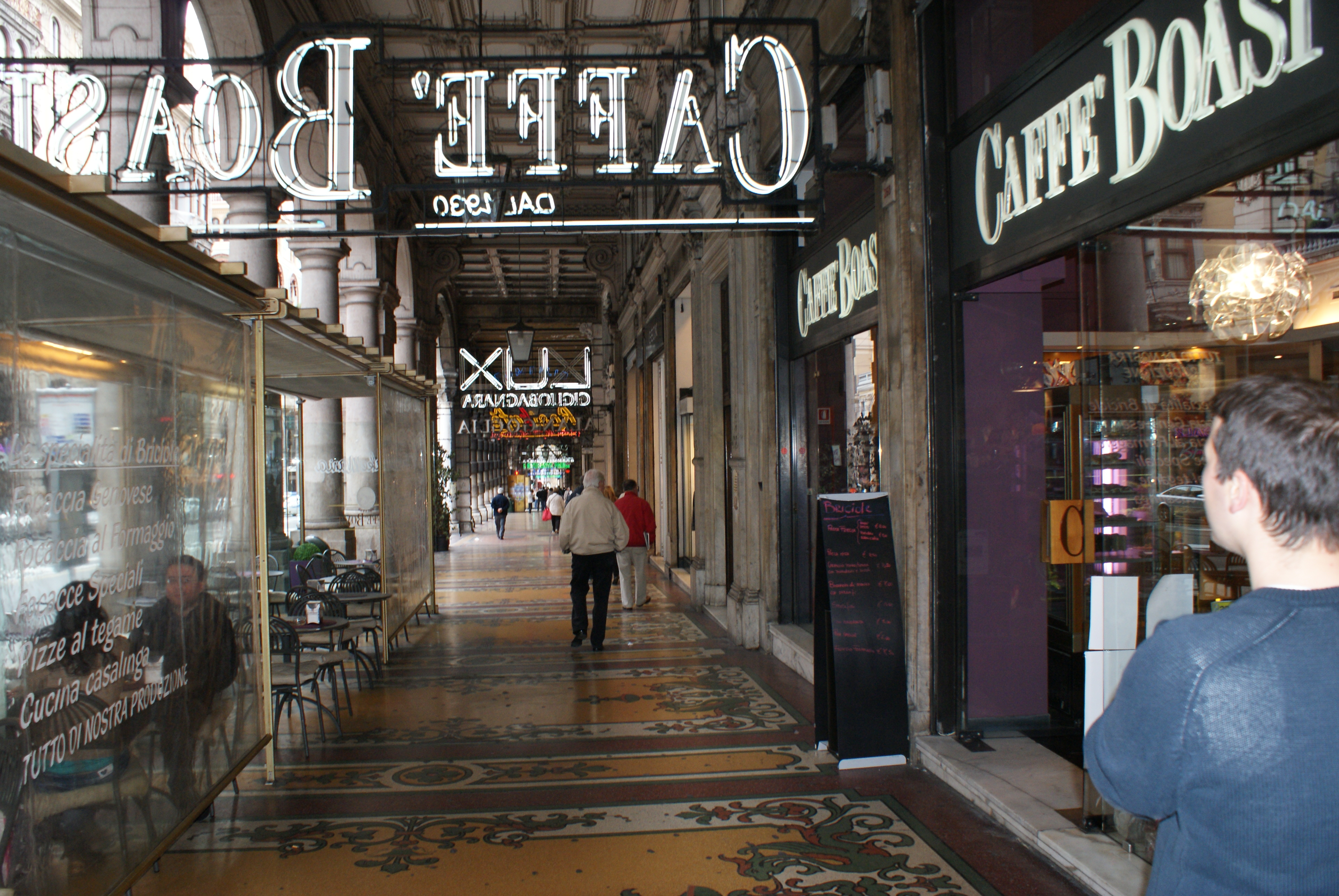
Ein weiteres Detail der Arkaden auf der Südseite der Straße

##### Gebäude an der Nordseite
- Hausnummer 29 (Gaetano Orzali, 1905). Gebäude mit drei großen Erkern über drei Etagen und sehenswerten Geländern im Jugendstil. Das Atrium zeichnet sich durch eine doppelte Rampentreppe aus[6][34]. Der untere Porticus ist mit dem des nächsten Gebäudes durch ein großes Portal aus rosa Marmor verbunden, das vom genueser Wappen aus weißem Marmor geschmückt wird, das merkwürdig modifiziert wurde, indem die beiden Greife durch männliche Akte und die Krone durch eine mit Kugeln verzierte Kopfbedeckung ersetzt wurden[33].
- Hausnummern 31, 33 und 35. Diese Gebäude sind in Struktur und Dekoration sehr ähnlich, mit Fassaden, die von reich verzierten Erkern geschmückt werden[33]. Bei der Nummer 35 befindet sich das Hotel Bristol Palace.
- Hausnummer 41. Das Gebäude am oberen Ende der Straße, mit einer geschwungenen Fassade zur Piazza De Ferrari, wird von einer Kuppel bedeckt. Dies ist der Wiederaufbau (1951) des ursprünglichen Gebäudes, das durch die Bombardierung des Zweiten Weltkriegs zerstört wurde. Es beherbergt den genuesischen Hauptsitz der Zeitung La Repubblica und den des Fernsehsenders Telenord.

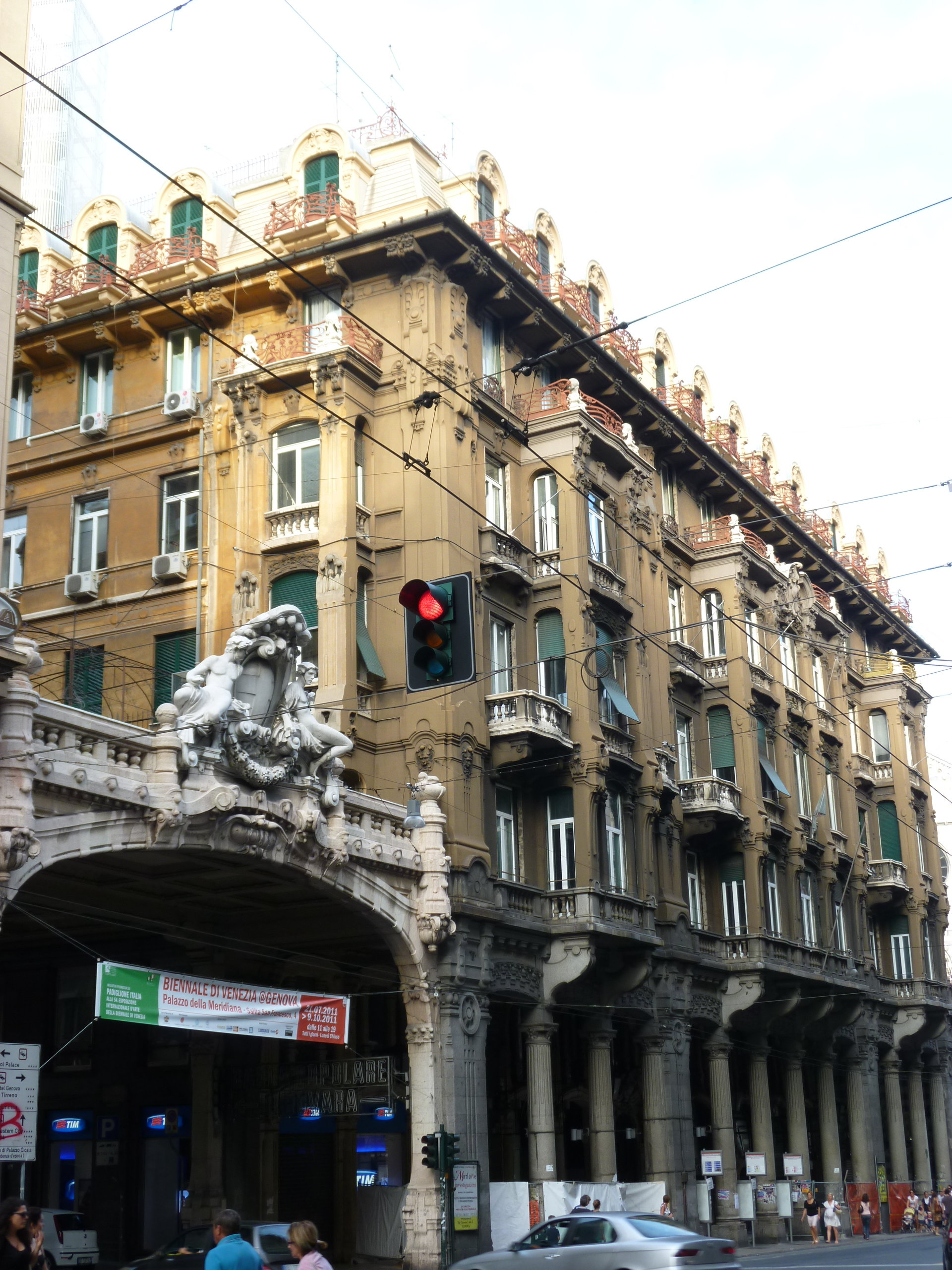
Hausnummer 29
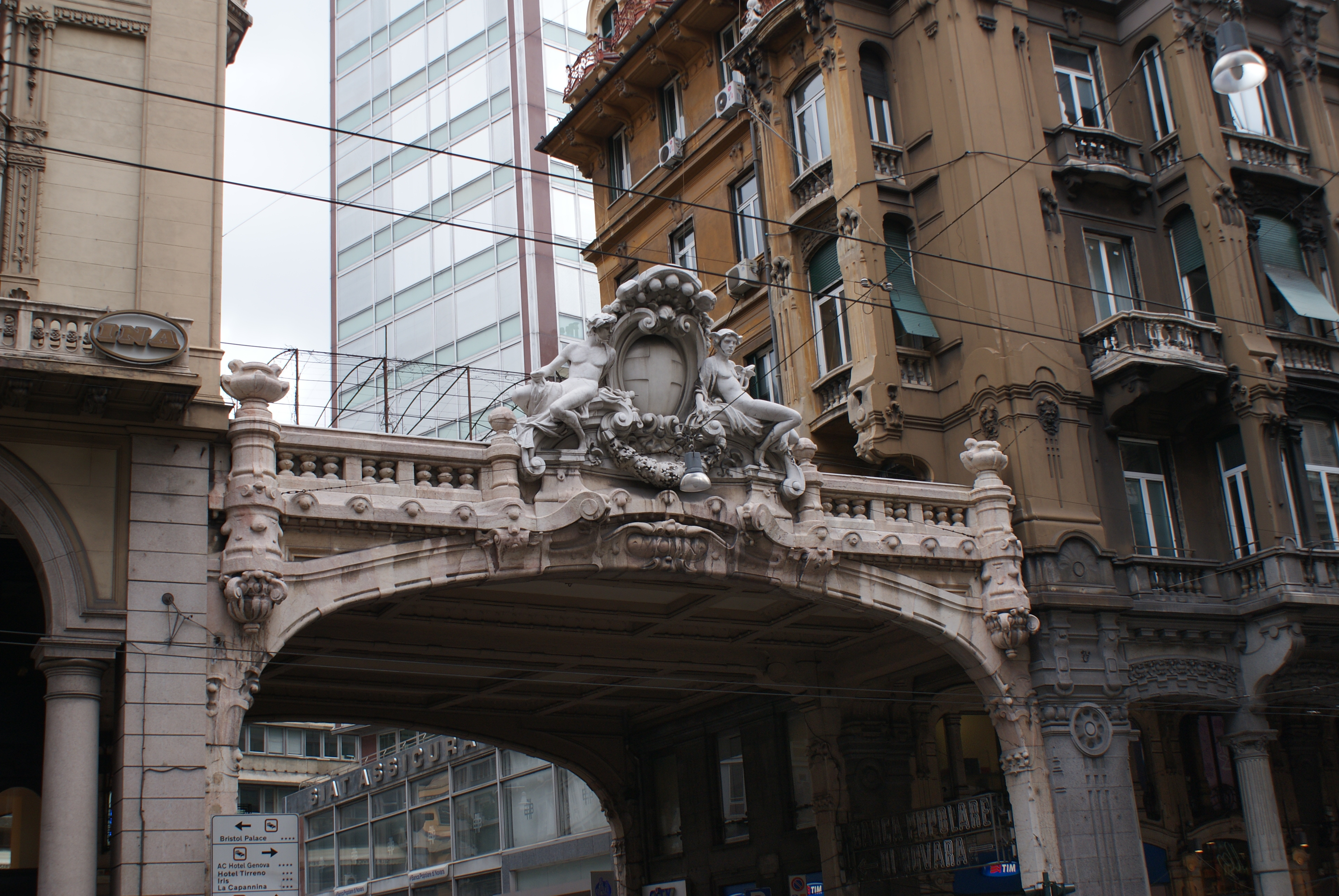
Detail des Portals zwischen den Nummern 29 und 31
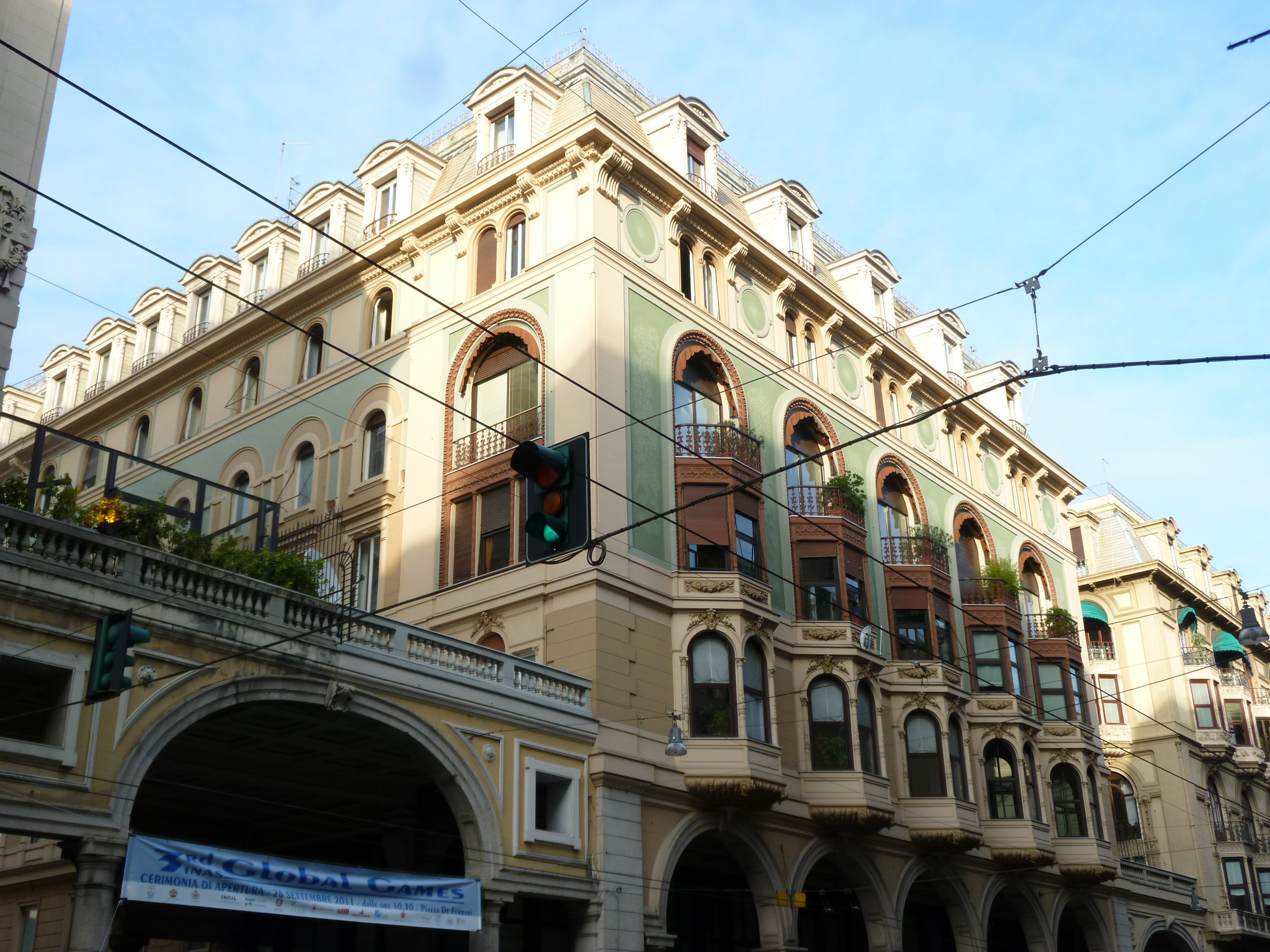
Hausnummer 31–33
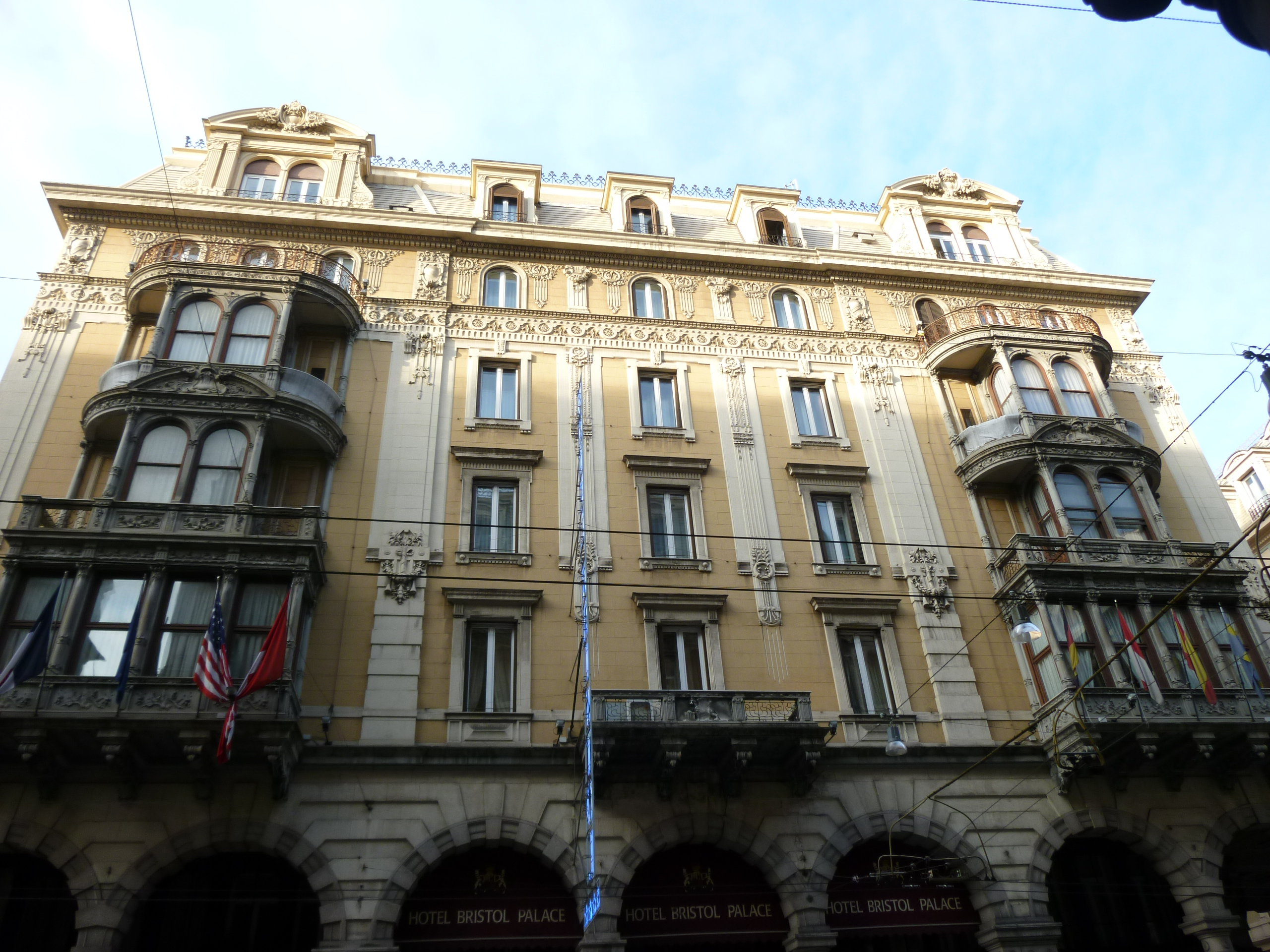
Hausnummer 35, Hotel Bristol Palace
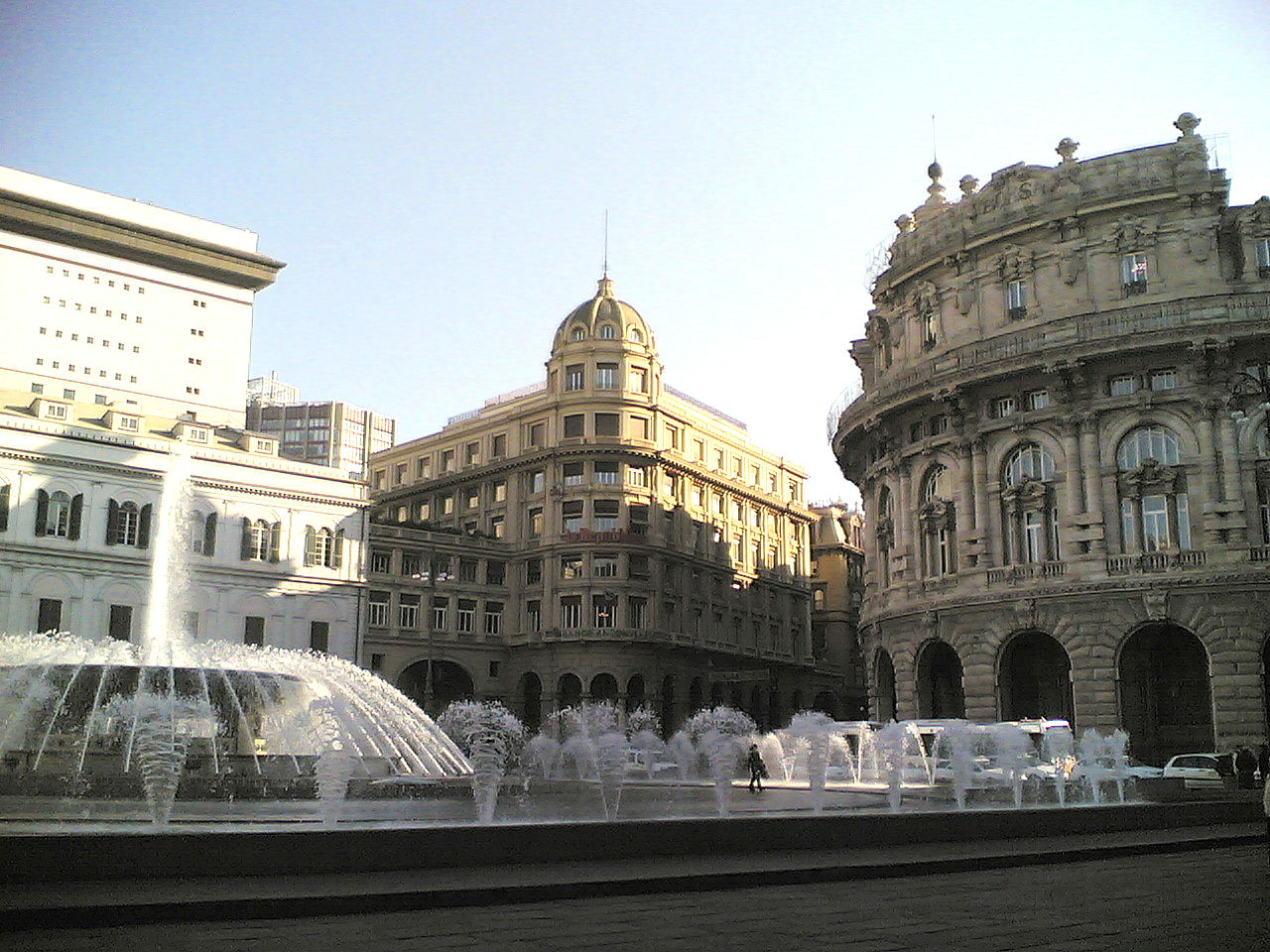
Nummer 41, in der Mitte des Fotos, von der Piazza De Ferrari aus gesehen.
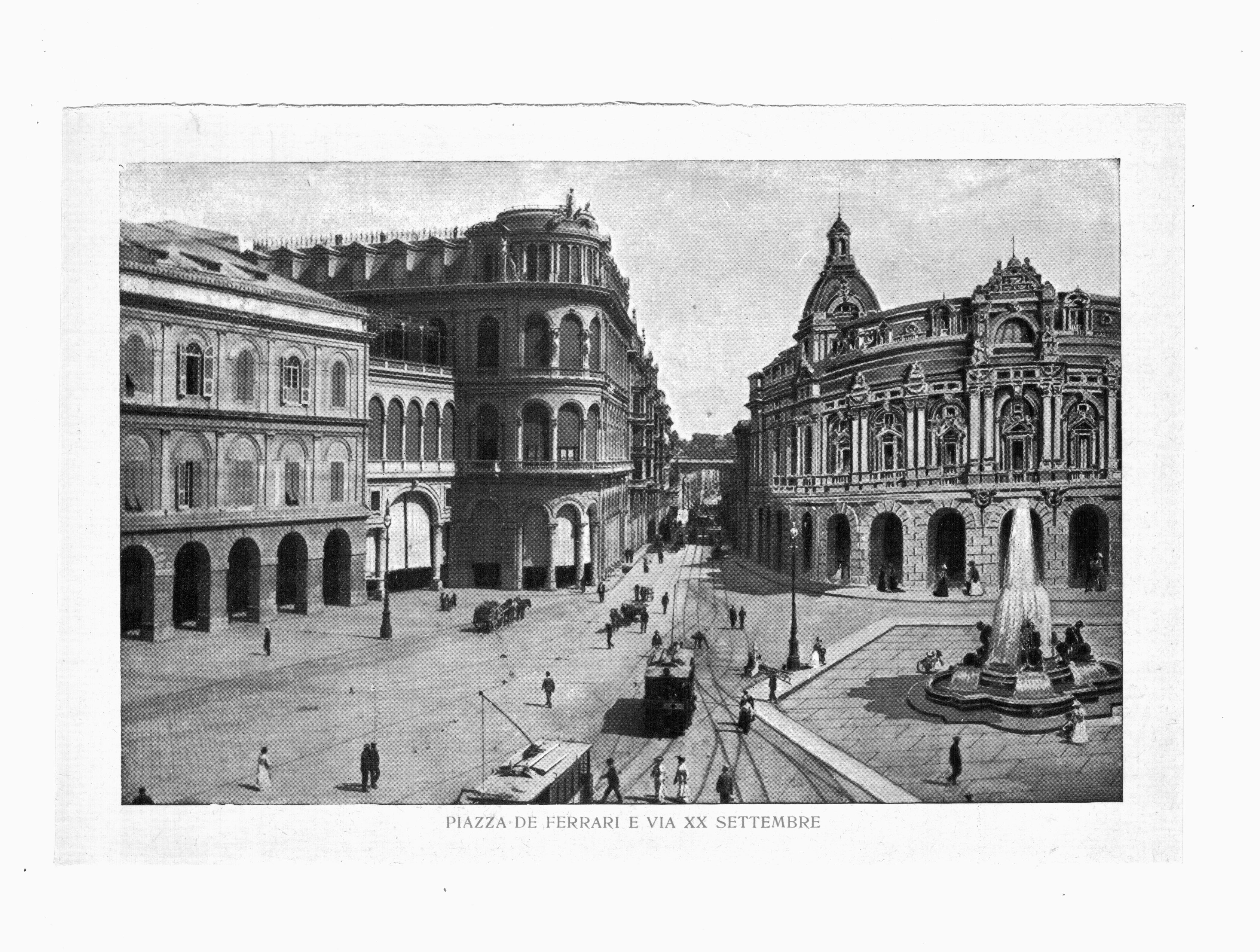
Nummer 41, Das ursprüngliche 1942 durch Bomben zerstörte Gebäude

##### Gebäude an der Südseite
- Hausnummer 26 (Benvenuto Pesce, 1909). Ebenfalls im Jugendstil, mit orientalischen Dekorationen, hat fünf Stockwerke plus Zwischengeschoss. Die reich verzierten Fassade, weist zwei polygonale Türme auf, die sich über vier Stockwerke erstrecken[33][34].
- Hausnummer 28 (Raffaele Croce, 1909). Das Gebäude hat fünf Stockwerke. Die farbenfrohe Fassade ist mit durchbrochenen Balkonen und mit zwei- und dreibogigen Fenstern verziert. Über dem Palazzo befinden sich zwei Pagodenkuppeln mit Kupferdach[34].
- Hausnummern 30–32 (G. B. Carpineti, 1902). Das Gebäude hat eine dreigliedrige Fassade, sowohl in der Breite als auch in der Höhe, die mit Lisenen und einem rustikalen Abschluss an den Ecken verziert ist[34].
- Hausnummer 34 (Luigi Rovelli, 1902). Das Gebäude, mit einem neomanieristischen Aussehen, hat aufgrund seiner Lage einen unregelmäßigen Grundriss. Charakteristisch ist das große hervorstehende Gesims bei den Fenstern der fünften Etage[6][34].
- Hausnummer 36 (Benvenuto Pesce, 1909). Die Fassade hat schmale, längliche Fenster, die gut voneinander getrennt sind und von eleganten Dekorationen umgeben sind. Das oberste Stockwerk besteht aus einer Loggia mit doppelten Säulen[34].
- Hausnummer 42 (G. B. Carpineti, 1905). Die fünf Stockwerke werden durch horizontale Lisenen und vertikale Balkone gut hervorgehoben, wobei sich die Fenster in den unteren Stockwerken mit Erkern abwechseln. Ursprünglich als Hotel erbaut, befindet sich im Erdgeschoss ein großer, von Säulen getragener offener Raum mit einer halbkreisförmigen Exedra, von dem aus eine elliptische Treppe beginnt[34].

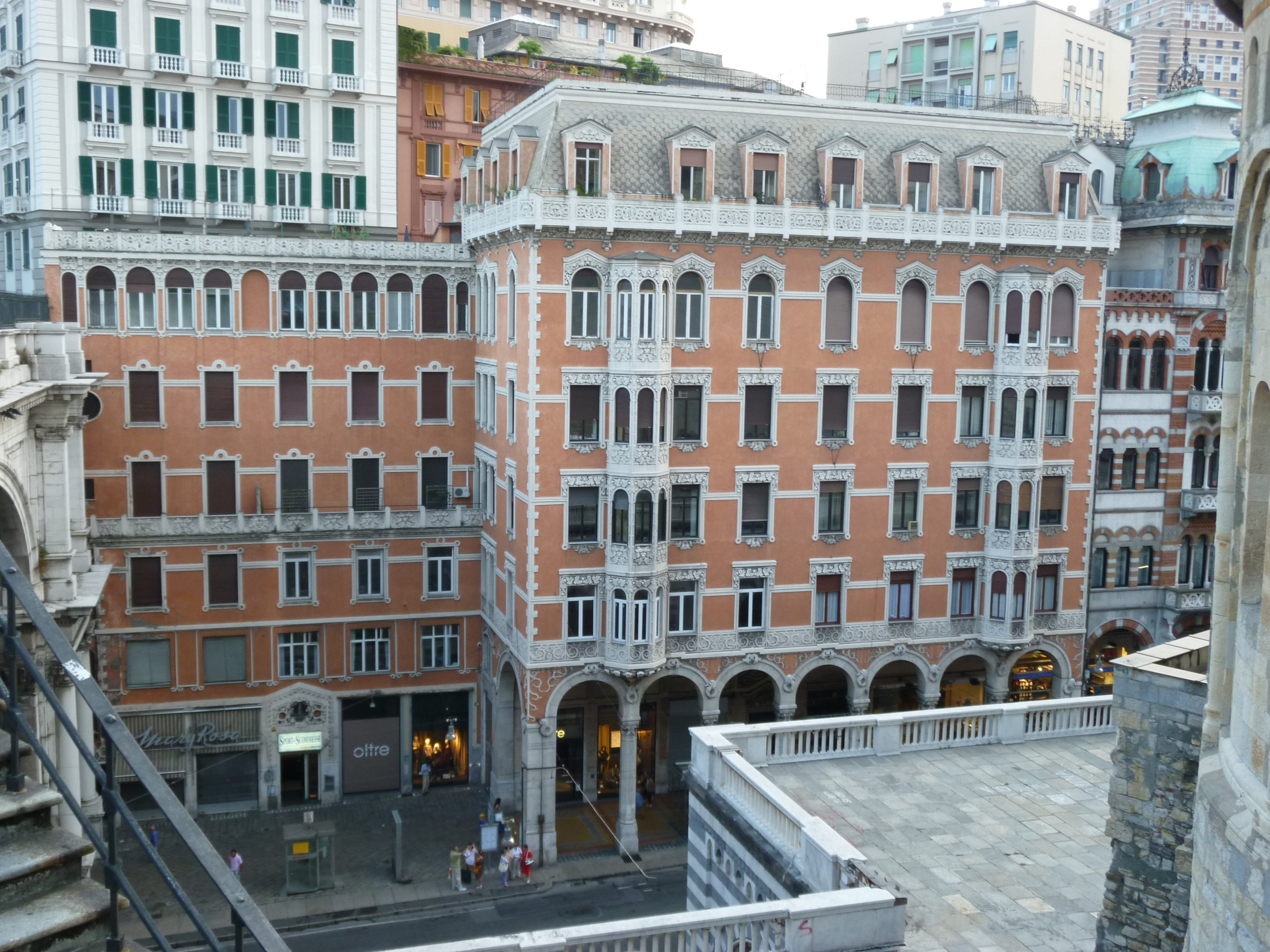
Hausnummer 26
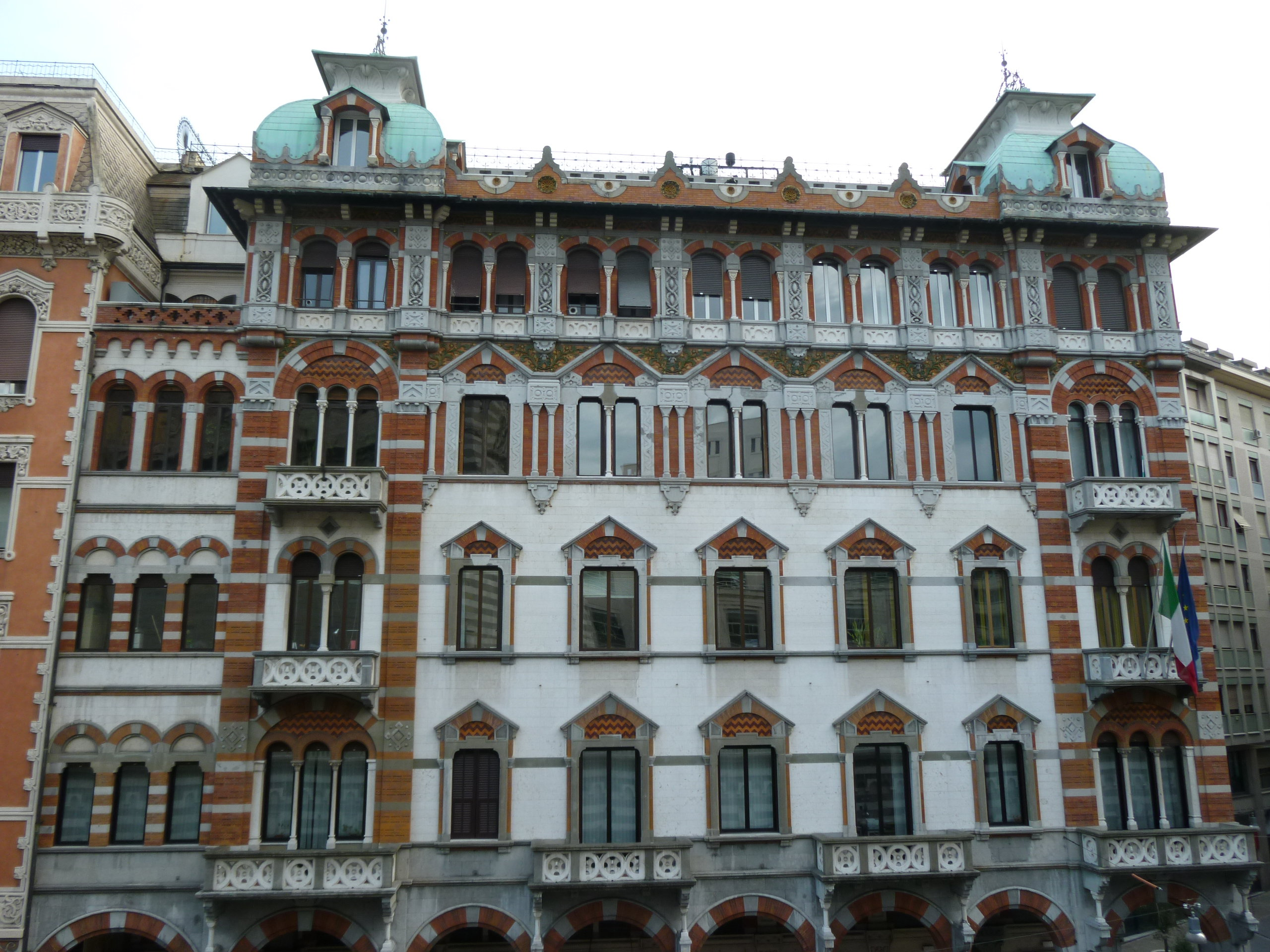
Hausnummer 28

#### Palazzo Pastorino

Palazzo Pastorino

Neben der Kirche S. Stefano und der Ponte Monumentale, in der Via Bartolomeo Bosco, befindet sich der Palazzo Pastorino, ein 1908 entstandener Bau von Gino Coppedè. Mit seiner weißen Steinfassade und dem Reichtum seiner Dekorationen gilt es als eines der besten genuesischen Wohngebäude des florentinischen Architekten. Ähnlich wie der Palazzo Zuccarino in der Via Maragliano, zeigt er im Vergleich zu diesem eine ausgewogenere Dekoration, die sich hauptsächlich um das Eingangsportal, die Fenster, die Balkone und das Gesims konzentriert.

### Religiöse Architektur
Von den vielen religiösen Gebäuden im Bezirk sind die alte Abtei S. Stefano (nach dem Krieg fast vollständig wieder aufgebaut) und drei historische Kirchen, die einst zu Klosteranlagen gehörten, erhalten geblieben.

#### Santo Stefano

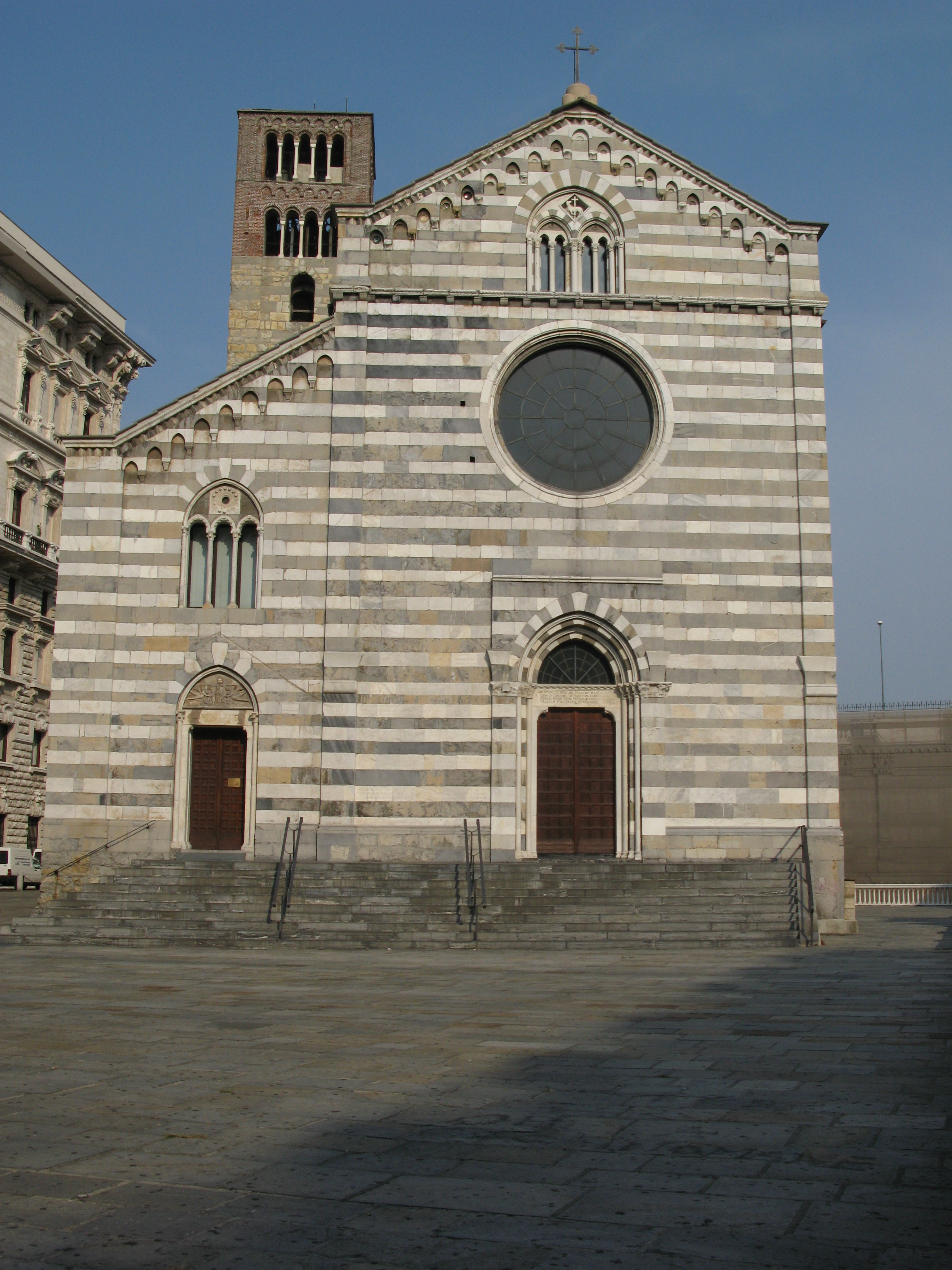
Santo Stefano

Die Abtei von Santo Stefano, auf einem Hügel mit Blick auf die Via XX Settembre gelegen, ist eine der ältesten Kirchen Genuas. Die Pfarrgemeinde ist Teil des Dekanats „Carignano – Foce“ ders Erzdiözese Genua. In dieser Kirche wurde Christoph Kolumbus getauft.
Das heutige Gebäude, das von Bischof Teodolfo in Auftrag gegeben wurde, wurde um 972 auf den Resten einer lombardischen Kapelle errichtet, die dem Erzengel Michael gewidmet war und wahrscheinlich 934 von den Sarazenen zerstört wurde. Von Anfang an den Mönchen der Abtei von San Colombano di Bobbio anvertraut, befand es sich im Zentrum eines riesigen Landgutes, das sich über den gesamten heutigen Bezirk und auch über Oltregiogo erstreckte. Im 11. Jahrhundert als Pfarrkirche erbaut, wurde sie 1217 nach dem Vorbild der Abteikirche von Bobbio umgebaut. Im 14. Jahrhundert wurde die Backsteinkuppel gebaut und der Glockenturm, wahrscheinlich auf den Resten eines früheren Wachturms, errichtet. Mit der Errichtung der Mauern im 14. Jahrhundert wurden die Kirche und das Kloster in das Stadtgebiet integriert.
Papst Bonifatius IX. wandelte im Jahr 1401 die Abtei mit einer Bulle in eine „commenda“ um. 1529 ging der Komplex an die Benediktinermönche der Abtei Monte Oliveto über, die dort bis 1775 blieben, danach wurden die Kirche und das Kloster dem weltlichen Klerus anvertraut. Das Kloster, das 1536 wegen der Erweiterung der Mauern teilweise abgerissen und 1652 wieder aufgebaut wurde, verschwand zu Beginn des 20. Jahrhunderts endgültig bei den Arbeiten zur Erschließung der Via XX Settembre.
Zu Beginn des 20. Jahrhunderts befand sich die Kirche in einem schlechten Erhaltungszustand und 1901 wurde eine Restaurierung von Alfredo d'Andrade begonnen. Im Jahr 1904 begann der Bau einer neuen Kirche (Camillo Galliano und Cesare Barontini) im neuromanischen Stil, die 1908 eingeweiht und 1912 durch den teilweisen Einsturz der alten, bereits für Gottesdienste geschlossenen, Kirche beschädigt wurde. Beide Kirchen wurden dann durch Bombenangriffe im Zweiten Weltkrieg fast vollständig zerstört. Nach dem Krieg wurde beschlossen, nur die alte Kirche wieder aufzubauen, die zwischen 1946 und 1955 nach einem Projekt von Carlo Ceschi unter strikter Beachtung der ursprünglichen Baustruktur, von der die Apsis erhalten blieb, die als eines der besten Beispiele romanischer Architektur in Genua gilt. Während der Arbeiten wurden weitere Belege einer riesigen vorrömischen Nekropole gefunden, die bereits bei den Grabungsarbeiten zur Erschließung der Via XX Settembre und der Erweiterung der Piazza De Ferrari entdeckt wurden. Die Kirche im romanischen Stil hat einen rechteckigen Grundriss und ein einziges Kirchenschiff mit einem erhöhten Presbyterium, unter dem sich eine Krypta befindet, wahrscheinlich der ursprüngliche Kern der Kapelle des Erzengel Michael. Die Fassade ist mit schwarzen und weißen Bändern verziert, die für die romanische Architektur Genuas typisch ist, mit einer großen Rose in der Mitte und einem Doppelbogenfenster. Zahlreiche in den beiden Kirchen erhaltene Kunstwerke wurden durch die Bomben zerstört, darunter zwei Reliefs, das „Martyrium des Heiligen Stephanus“ von Giulio Romano und das „Martyrium des Heiligen Bartholomäus“ von Giulio Cesare Procaccini.

#### SS. Annunziata di Portoria

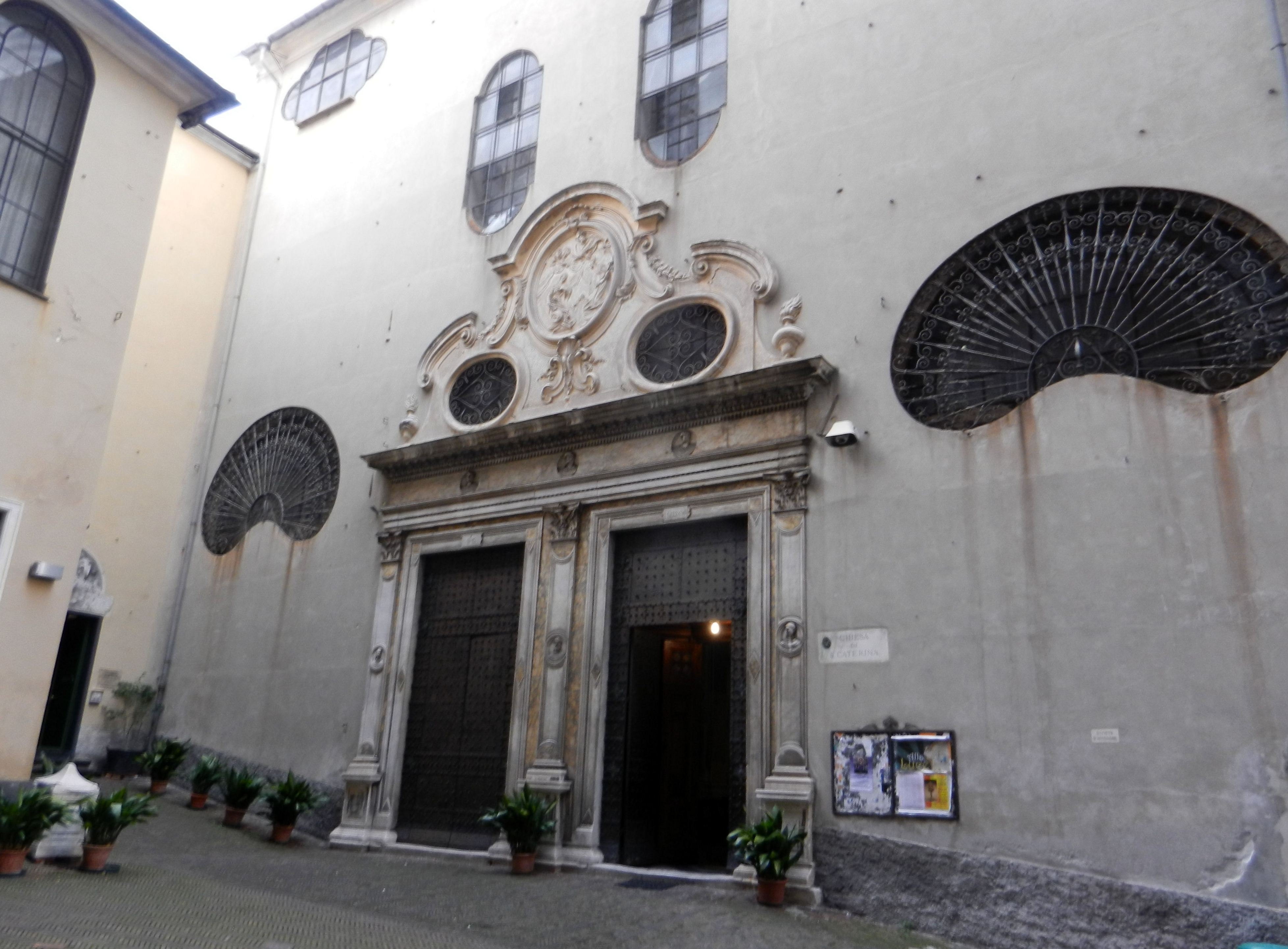
Eingang der SS. Annunziata

Die Kirche SS. Annunziata di Portoria, besser bekannt als „Kirche der Heiligen Katharina“, ist eng mit der Geschichte des zerstörten Krankenhauses von Pammatone verbunden. Sie befindet sich in der Nähe der Acquasola-Promenade und in unmittelbarer Nähe der Kirche von S. Stefano. Zusammen mit dem angrenzenden Kloster wurde sie 1488 von den Franziskanern erbaut, die 1538 durch die Kapuziner ersetzt wurden, die den Kranken im angrenzenden Krankenhaus geistliche Hilfe leisteten. Im 16. Jahrhundert wurden Kirche und Kloster für den Bau der neuen Stadtmauer teilweise abgerissen. Die Kirche wurde 1556 wieder aufgebaut. Viele Patrizierfamilien, die ihre Adelsgrabstätten in der Kirche hatten, trugen zum Wiederaufbau bei und schmückten sie zwischen dem 16. und 18. Jahrhundert mit Kunstwerken aus und beauftragten dazu die talentiertesten Künstler der damaligen Zeit. Sie ist allgemein als „Kirche der Heiligen Katharina“ bekannt, weil sie den Körper der Heiligen beherbergt, die 1737 heiliggesprochen wurde.
Im angrenzenden Kloster befindet sich das Museo dei Beni Culturali Cappuccini, in dem Kunstgegenstände, sakrale Einrichtungsgegenstände und Gebrauchsgegenstände aus den Klöstern der Kapuziner von Ligurien untergebracht sind.

#### Jesuitenkirche

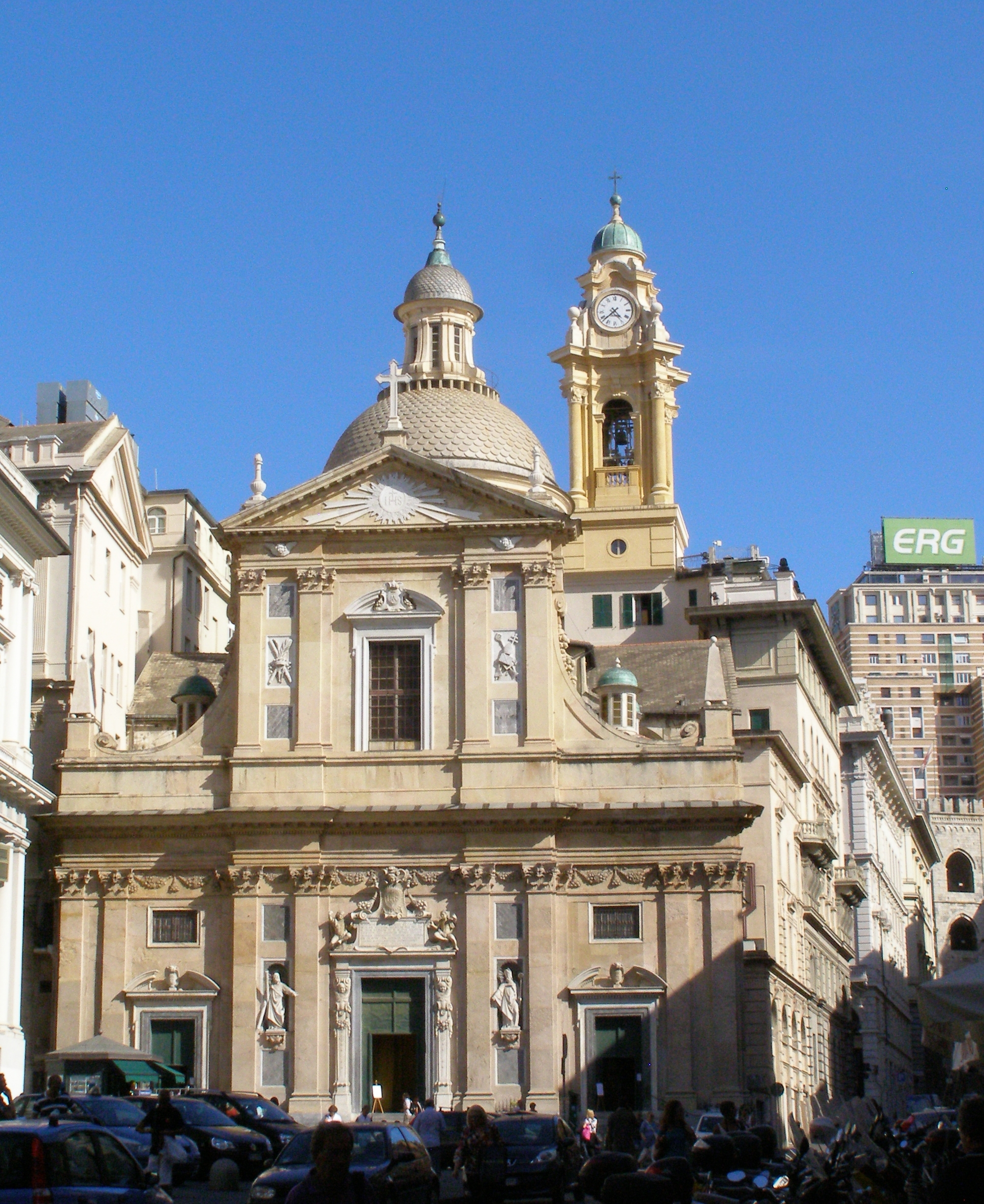
Jesuitenkirche

Die Kirche des SS. Nome di Gesù, allgemein „Kirche Jesu“ genannt, liegt an der Piazza Matteotti, nur wenige Meter von der Piazza De Ferrari entfernt.
Sie wurde zwischen 1589 und 1606 von den seit 1552 in Genua lebenden Jesuiten, an Stelle der alten Kirche Sant'Ambrogio, aus dem 6. Jahrhundert, eine der ältesten Genuas, erbaut. Der Bau wurde von Pater Marcello Pallavicino finanziert. Die barocke Gestaltung des Gebäudes wird dem Jesuiten Giuseppe Valeriano zugeschrieben. Die Jesuiten benannten die Kirche nach dem „Namen Jesu“, obwohl sie im Volksmund noch viele Jahre lang als „Kirche des Heiligen Ambrosius“ bezeichnet wurde. Die Jesuiten statteten sie mit wertvollen Meisterwerken aus. Die Fassade, zunächst nur im unteren Teil ausgeführt, wurde in der zweiten Hälfte des 19. Jahrhunderts nach dem ursprünglichen Entwurf fertiggestellt. 1894 wurden die Statuen der Heiligen Ambrosius und Andreas von Michele Ramognino auf den beiden Seiten des Eingangsportals aufgestellt.
In der Kirche befinden sich bemerkenswerte Fresken und Gemälde bedeutender Künstler des 17. Jahrhunderts, wie z. B. Pieter Paul Rubens, Guido Reni, Domenico Piola, Simon Vouet, Giovanni Battista und Giovanni Carlone, Lorenzo De Ferrari und Valerio Castello.
Die ursprüngliche Kirche wurde 569 vom Bischof von Mailand Onorato gegründet, der nach der Invasion der Langobarden in Norditalien nach Genua gezogen war, dass noch unter byzantinischer Herrschaft den Sitz der Mailänder Diözese hatte. Gegen Mitte des 7. Jahrhunderts gab Giovanni Bono seinen Stuhl an die Stadt Mailand zurück, aber die Mailänder Diözese blieb mehrere Jahrhunderte lang Eigentümer der Kirche.

#### Santa Croce und San Camillo de Lellis

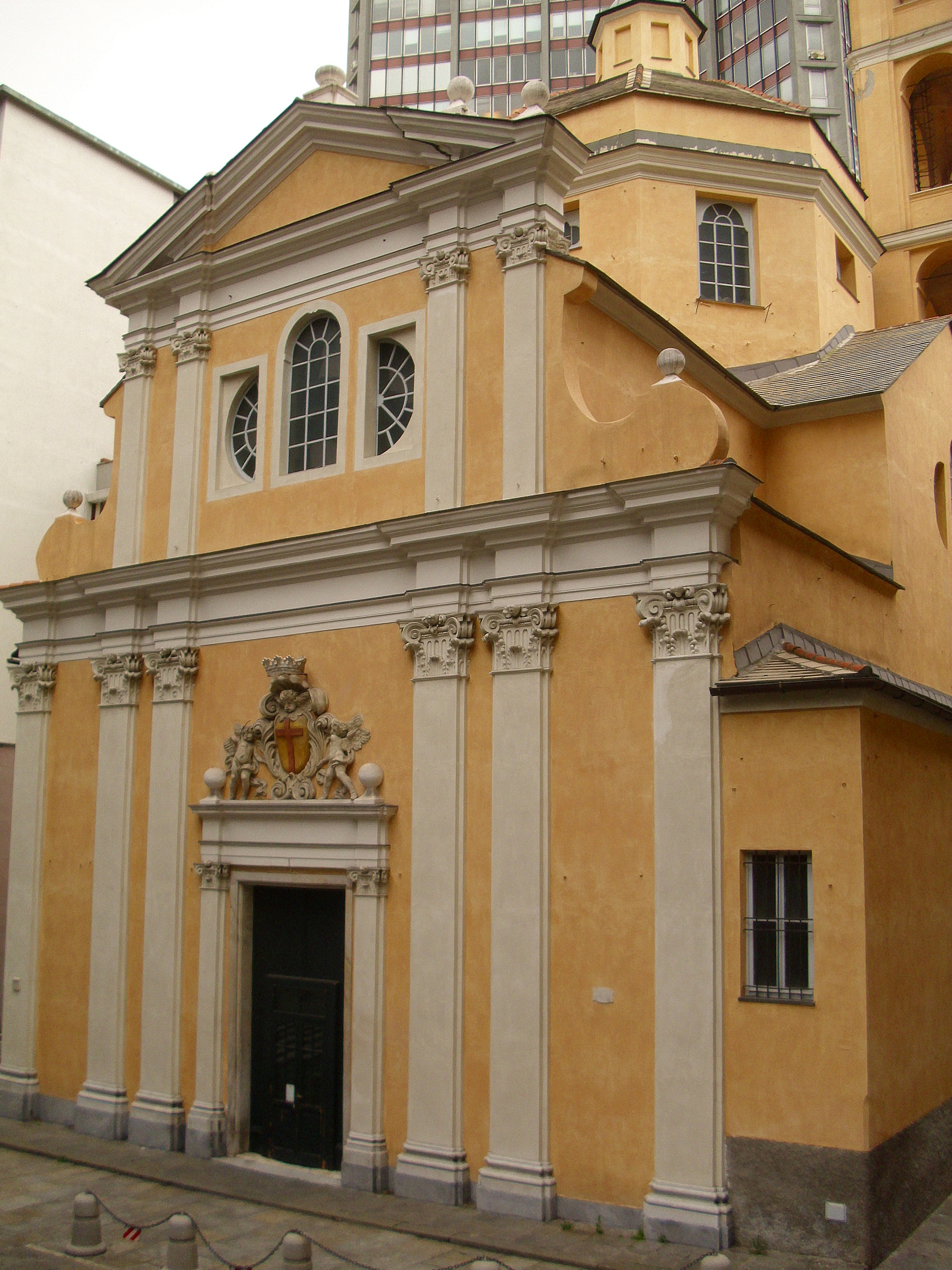
San Camillo

Die Kirche Santa Croce e San Camillo de Lellis befindet sich im Herzen des antiken Portoria, nur wenige Meter vom Justizpalast und der Via XII Ottobre entfernt.
Die erste Kirche, die dem Heiligen Kreuz geweiht ist, wurde zu Beginn des 17. Jahrhunderts auf einem vom adeligen Barnabas Centurione den Kamilianern geschenkten Land gebaut, die in den nahegelegenen Krankenhäusern von Pammatone und Incurabili arbeiteten.
Dank zahlreicher Spenden wurde zwischen 1667 und 1695 die heutige Kirche gebaut, die dem lombardischen Architekten Carlo Muttone zugeschrieben wird. An die Kirche wurde ein Kloster angebaut, das in den 1960er-Jahren durch die Erschließung der Via XII Ottobre im Rahmen der städtebaulichen Planung für den Bau des Geschäftszentrums Piccapietra abgerissen wurde. Nach der Heiligsprechung des Gründers der Kamillianer (1746) wurde sein Name in den Titel der Kirche aufgenommen. Nach den Gesetzen zur Unterdrückung religiöser Orden des frühen 19. Jahrhunderts wurde es 1866 Eigentum der Stadt Genua und wurde erneut den Kamillianern anvertraut, die hier immer noch amtieren. Die Kirche wurde durch Bombenangriffe im Zweiten Weltkrieg beschädigt und in den 1950er-Jahren wieder aufgebaut.
Der Grundriss des Gebäudes ist ein griechisches Kreuz mit einer großen achteckigen Kuppel und einem Glockenturm mit rechteckiger Basis. Im Inneren befinden sich Fresken von Gregorio De Ferrari und seinem Sohn Lorenzo aus dem 18. Jahrhundert, darunter der Zyklus Triumph des Kreuzes, sowie Gemälde von Lorenzo De Ferrari, G.B. Baiardo und Valerio Castello. Das Fresko in der Kuppel stellt eine architektonische Anlage mit verdrehten Säulen dar und stammt vom Quadraturisten Francesco Maria Costa (1672–1736).

#### Santa Marta

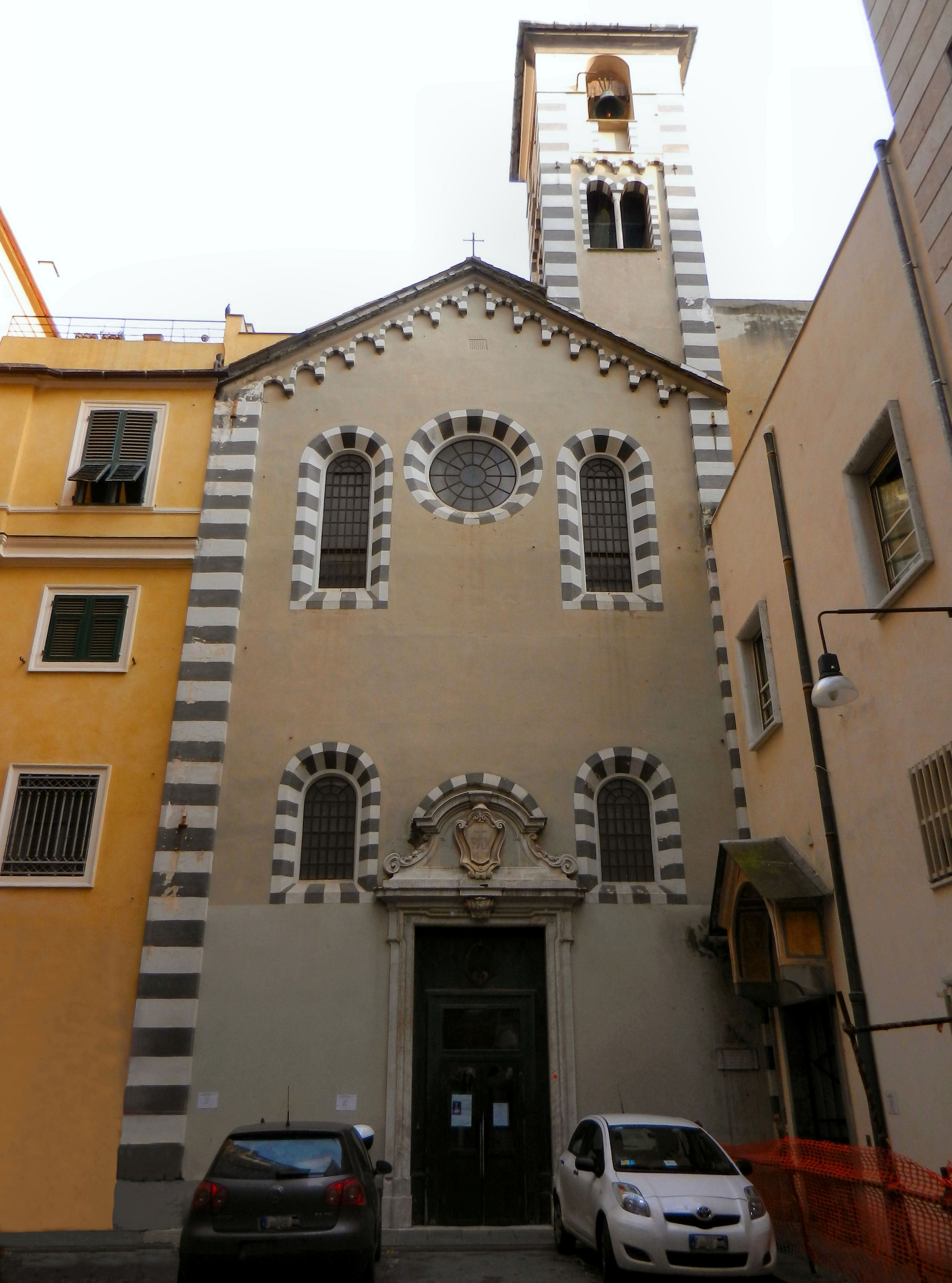
La chiesa di Santa Marta

Die Kirche Santa Marta befindet sich auf dem gleichnamigen Platz, in unmittelbarer Nähe der Piazza Corvetto und der Via Roma. Heute ist das Viertel fast vollständig von der Stadtentwicklung erdrückt und aus diesem Grund ist es den Genuesern kaum bekannt. Man erreicht sie von der Piazza Corvetto über eine Treppe die zum Seiteneingang führt, oder durch einen Hausdurchgang in der Largo Eros Lanfranco, vor dem Präfekturgebäudem oder sogar vom Einkaufszentrum in der Via XII Ottobre.
Die Kirche in ihrer jetzigen Form stammt aus dem 16. Jahrhundert, aber schon 1133 gab es eine dem Heiligen Germano geweihte Kirche, die von den Humiliaten gebaut wurde.
1535 wieder aufgebaut und Heiligen Martha gewidmet, zeigt die Fassade ein Gesims mit Bogenfries aus dem 14. Jahrhundert. Das barocke Innere hat die typische Architektur von Frauenklosterkirchen mit drei Schiffen und einem erhöhten Chor mit zwei Tribünen entlang der Wände. Zwischen dem 17. und 18. Jahrhundert wurde sie von den besten genuesischen Künstlern dieser Zeit, wie Giovanni Battista Carlone, Valerio Castello, Lorenzo De Ferrari, Domenico Fiasella, Carlo Giuseppe Ratti, Domenico und Paolo Gerolamo Piola reich verziert. Auf dem Hauptaltar befindet sich eine Marmorstatue der Heiligen Martha in Gloria von Filippo Parodi und ein Kruzifix von Giovan Francesco Gaggini.
Nach der, 1571 von Papst Pius V. angeordneten, Auflösung des Ordens der Humiliaten, blieben die Nonnen im Kloster, übernahmen aber die Regeln der Benedictiner. Mit den Unterdrückungen von 1797 mussten die Nonnen das in Wohnungen umgebaute Kloster verlassen, während die Kirche bis 1826 als Lagerhaus genutzt wurde. Nach der Wiedereröffnung für den Gottesdienst wurde sie von Kardinal Luigi Lambruschini der Operai Evangelici anvertraut, die es noch heute leiten. Mit der Verkehrsübergabe der Via Roma und der Galleria Mazzini, war der Komplex 1873 vollständig von neuen Gebäuden umgeben.
Mit den städtebaulichen Maßnahmen für den Bau des Geschäftszentrums Piccapietra wurde das Kloster bis auf den Kapitelsaal, in dem sich von 1965 bis 1996 die Biblioteca Franzoniana befand, fast vollständig zerstört. Die Bibliothek befindet sich seit 2008 im Komplex der Madre di Dio aus dem 17. Jahrhundert.

#### Kloster von Sant'Andrea

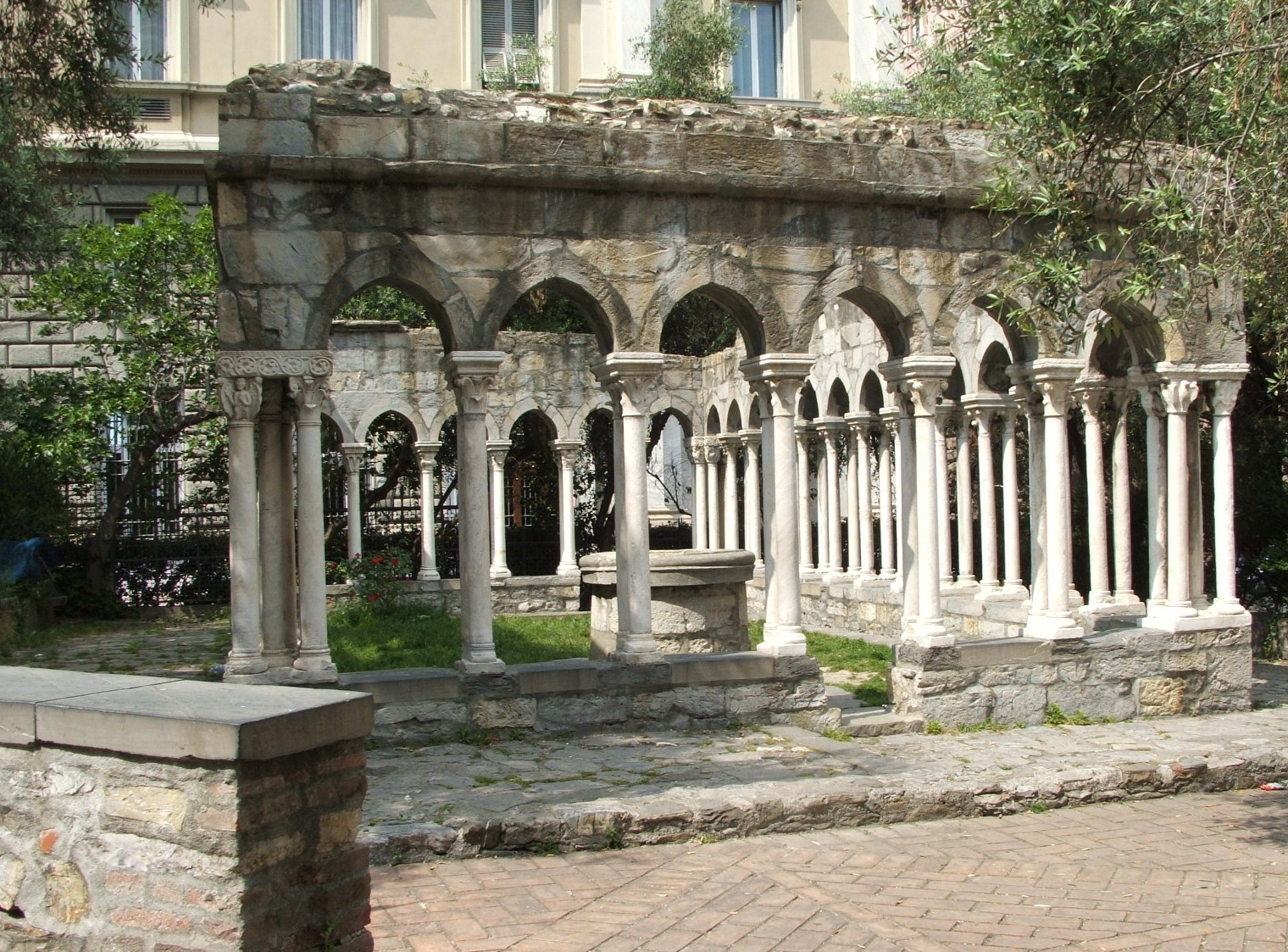
Kloster von Sant'Andrea

Auf einer kleinen Grünfläche neben dem Kolumbus-Haus wurde der Kreuzgang des 1904 abgerissenen Klosters Sant'Andrea wieder aufgebaut. Im romanischen Stil, aus dem 12, Jahrhundert, mit rechteckigem Grundriss, besteht der Kreuzgang aus Säulen, die an den Seiten und in Sechsergruppen an den Ecken miteinander verbunden sind. Die Kapitelle sind mit Pflanzen und tierischen Motiven verziert. Die Elemente wurden vom Architekten Alfredo d'Andrade geborgen und 1924 an dieser Stelle aufgebaut.

### Militärarchitektur

#### Die Mauer
Das Viertel, wie bereits erwähnt einmal außerhalb der Barbarossa-Mauern (12. Jahrhundert) gelegen, wurde dann in die Mauern des 14. Jahrhunderts einbezogen. Was von letzterer übrig geblieben ist und später im 16. Jahrhundert modifiziert wurde, grenzt den heutigen Stadtteil Portoria vom Gebiet von S. Vincenzo ab, während von der ältesten Stadtmauer nur die Porta Soprana vorhanden ist.
- Barbarossa-Mauer (12. Jahrhundert). Die 1155 errichteten Barbarossa-Mauern wurden mit den früheren Mauern in der Nähe der Porta Soprana (die bereits Teil der karolingischen Mauern war) verbunden, führten über die Hügel von S. Andrea und Piccapietra zum Tor von San Germano (oder Acquasola), das sich bei der heutigen Piazza Corvetto befand. In diesem Abschnitt befand sich das Tor des Heiligen Egidio, das im 17. Jahrhundert für den Bau der Via Giulia und der Porta Aurea (heute Piazza Piccapietra) abgerissen wurde und deren Überreste in den 1960er-Jahren verschwanden[69]. Der Ende des 19. Jahrhunderts noch vorhandene Mauerabschnitt auf dem Hügel von S. Andrea verschwand 1904 mit den Bauarbeiten für die Erweiterung der Piazza De Ferrari.
- Mauern aus dem 16. Jahrhundert. Die Mauern aus dem 14. Jahrhundert, die später im 16. Jahrhundert umgebaut wurden, aber den gleichen Verlauf beibehielten, umfassen den Abschnitt von der Bastion Acquasola bis zur Ponte Monumentale. Dieser Mauerabschnitt, über den der aktuelle Corso A. Podestà verläuft, der über die XX Settembre und über die Ponte Monumentale führt, ist noch gut erhalten. Die Öffnungen waren das Tor von Acquasola (das mit dem Bau der Piazza Corvetto verschwand), Olivella (auch bekannt als S. Caterina), die das Dorf Piccapietra, das Herz der alten Portoria, mit S. Vicenzo über die Salita della Tosse verband, und schließlich das Haupttor, die Porta degli Archi oder von S. Stefano, das anlässlich der Renovierung im 16. Jahrhundert entfernt wurde und heute die Ponte Monumentale ist.

#### Porta Soprana

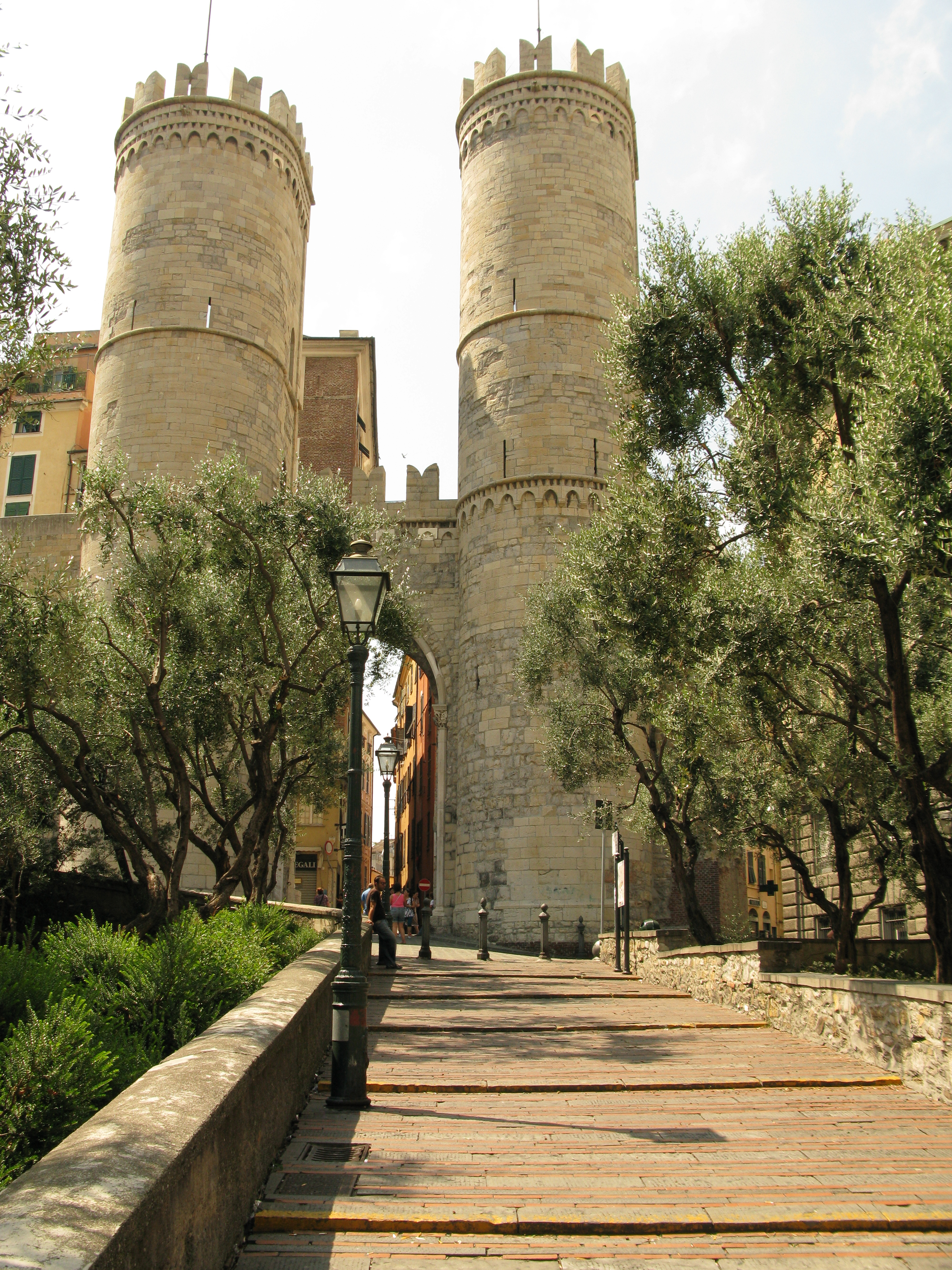
Die Türme der Porta Soprana

An der Grenze zwischen dem Stadtteil Portoria und Molo gelegen, liegt die Außenseite an der Piazza Dante. Sie war eines der Haupttore der mittelalterlichen Stadtmauer „Barbarossa“ und befindet sich auf dem Gipfel von Sant' Andrea. Bereits in der vorherigen Stadtmauer enthalten, wurde sie damals mit den beiden hufeisenförmigen Türmen in beeindruckender Form umgebaut. Ab dem 14. Jahrhundert, als das Tor mit dem Bau einer neuen Außenmauer seine strategische Bedeutung verloren hatte, wurden in der Nähe seiner Türme Wohnhäuser gebaut. In den 1890er-Jahren wurden der Torbogen und der Nordturm von Alfredo d'Andrade, dem damaligen Direktor der „Sovrintendenza di Belle Arti“, restauriert. 1938 wurde unter der Leitung von Orlando Grosso auch der Südturm restauriert, der bis dahin in einem Gebäude integriert war. Die Architektur erinnert an die Tore des späten römischen Reiches, mit einem Spitzbogen, zwischen zwei halbzylindrischen Türmen, die von einer Zinne bekrönt werden.

#### Porta degli Archi (oder dell'Arco)
Sie wurde 1539 nach einem Entwurf von Giovanni Maria Olgiati erbaut, außen mit dorischen Travertinsäulen verziert und einer Stephanusstatue von Taddeo Carlone. Nach dem Bau der Via XX Settembre und dem Bau der Ponte Monumentale wurde sie 1896 demontiert und am Mura del Prato, in der Via R.Banderali, im Gebiet von Carignano, wieder aufgebaut. Eine Gedenktafel erinnert an die Verlegung der Toranlage.

“Questa porta, disegnata da G.M. Olgiato, decorava il varco orientale delle Mura Cittadine del 1536. Fu demolita per sostituirvi il Ponte Monumentale e qui ricomposta per deliberazione della Giunta Municipale. 10 giugno 1896'”

„Diese von G.M. Olgiato entworfene Tür zierte das östliche Tor der Stadtmauern von 1536. Sie wurde abgerissen, durch die Ponte Monumentale ersetzt, und hier durch Beschluss des Stadtrates wieder zusammengebaut. 10. Juni 1896“

#### Porta dell'Olivella

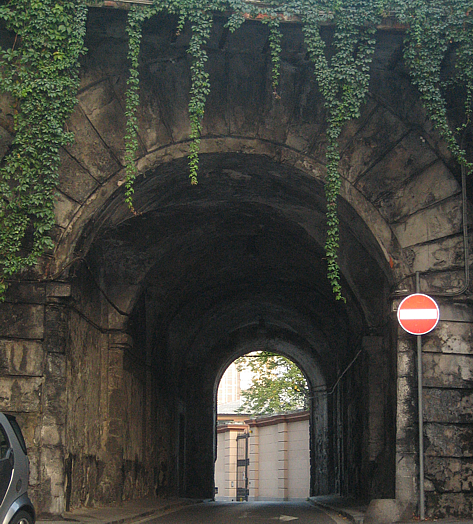
Porta dell'Olivella

Das Porta dell'Olivella, in der Nähe der Kirche Santo Stefano, war Teil der Mauern aus dem 14. Jahrhundert. Mit der Neugliederung des 16. Jahrhunderts wurde die Tür des Bogens ersetzt und blieb lange Zeit geschlossen und erst um 1825 wiedereröffnet, als der Acquasola-Park entstand. In der Nähe dieses Tores, innerhalb der Mauern, hatte der Vater von Christoph Kolumbus, Domenico, gelebt. Dieses Haus wurde Ende des 15. Jahrhunderts abgerissen um das Krankenhaus von Pammatone zu bauen, in dem 1451 der berühmte Seefahrer geboren werden sollte.

## Infrastruktur und Verkehr

### Autobahn
Die nächstgelegene Autobahnausfahrt ist Genua-Ost an der Autostrada A12 Genua–Livorno, die sich ca. 5 km entfernt im Viertel Staglieno befindet.

### Eisenbahn
Der Bahnhof Genova Brignole ist circa 1 km von der Piazza De Ferrari entfernt.

### Öffentlicher Nahverkehr
- Metro. Der Bezirk wird von der U-Bahn-Station De Ferrari der Metropolitana di Genova bedient, die bis zur Eröffnung des Bahnhofs Brignole im Dezember 2012 die östliche Endstation war. Es gibt auch das Gebäude der Station Corvetto, die sich zwischen den Bahnhöfen De Ferrari und Brignole befindet und die in Verbindung mit dieser eröffnet werden sollte. Einige wirtschaftliche Probleme veranlassten die Verantwortlichen jedoch, den Abschluss der Arbeiten und die anschließende Eröffnung auf einen noch festzulegenden Termin zu verschieben. Derzeit (Dezember 2017) werden die Stationsgebäude zur Lüftung der Line genutzt.
- Bus. Zahlreiche städtische Buslinien des AMT befinden sich auf der Piazza De Ferrari oder durchqueren den Stadtteil und verbinden ihn mit Sampierdarena, im Osten, Val Bisagno und den darüber liegenden Hügelgebieten.

### Flughafen
- Aeroporto di Genova-Sestri – 11 km.

### Spitäler
- Ospedale Galliera – circa 1 km
- Ospedale San Martino – 4 km.